# نادي نابولي
جمعية نابولي الرياضية لكرة القدم (بالإيطالية: Società Sportiva Calcio Napoli) نادي كرة قدم إيطالي يقع في مدينة نابولي وتأسس في سنة 1926 (إعادة تأسيس في سنة 2004). قضى النادي أغلب سنواته في الدرجة الأولى حيث يلعب فيها حاليا. حقق نابولي الدرجة الأولى أربع مرات في 1986–87، 1989–90، 2022–23، 2024–25. كما حققوا بطولة كأس إيطاليا ستة مرات أعوام 1961-1962، 1975-1976، 1986-87، 2011-12، 2013-14، 2019-20 وبطولة كأس السوبر الإيطالي مرتين عام 1990 وعام 2014-2015 كما حقق بطولة كأس الاتحاد الأوروبي موسم 1988-1989. يعتبر نابولي أكثر الأندية الجنوبية نجاحا وأكبرها كما يعتبر رابع أكثر الأندية من ناحية المشجعين.
تأسس النادي عام 1926 تحت اسم إيه سي نابولي (بالإيطالية: Associazione Calcio Napoli)، لكن في عام 1964 تغير اسم النادي ليصبح نادي نابولي كرة القدم الرياضي (بالإيطالية: Società Sportiva Calcio Napoli). أما آخر تغيير للاسم فقد كان في سنة 2004 حيث أعلن النادي عن إفلاسه المادي، وبعد الإفلاس استطاع المنتج السينمائي أوريليو دي لورينتيس إعادة تمويله باسم نابولي سوكر (بالإيطالية: Napoli Soccer) وبعدها بسنتين استطاع استعادة الاسم السابق. إعلان إفلاس النادي في سنة 2004 وضعته في الدرجة الرابعة ولكن بفضل الإصلاح السريع استطاع النادي العودة إلى الدرجة الأولى خلال ثلاث سنوات فقط.

## التاريخ

### البدايات
جلب البحارة الإنجليز لعبة كرة القدم لأول مرة إلى مدينة نابولي في بدايات القرن العشرين. ويمكن تتبع أصول نادي كرة القدم إلى الإنجليزي ويليام بوثز الذي كان يعمل في شركة شحن بحري اسمها خطوط كونارد. لقد كان لاعب كرة قدم هاوي وقد قرر إنشاء نادي كرة قدم في نابولي من أجل أن يمضي فيه وقت فراغه. تم الدعوة إلى عقد اجتماع في فندق سان سيفيرينو بحضور بوثز وزميله الإنجليزي السيد بايون وثلاث أشخاص نابوليين وهم كونفورتي، كاتيرينا، ووأميديو سالسي الذين أسسوا نادي نابولي لكرة القدم والكريكيت. تم اختيار سالسي أول رئيس للنادي.
أول لباس للفريق كان يتكون من قميص مخطط باللونين الأزرق والسماوي وسروال أسود وجوارب بيضاء. لعب نادي نابولي مباراته الأولى أمام بحارة بريطانيين كانوا يعملون على متن سفينة أرابيك حيث تنافسوا على كأس سالسي. حقق نابولي الفوز بنتيجة 3-2 وهي تعتبر نتيجة ممتازة علما بأن عمال أرابيك سبق لهم الفوز على فريق جنوى الشهير 3-0 قبل عدة أيام. مثل فريق نابولي: كوك - غاروتزو/ديل بيتزو/ليتي/ستينيسير - مارين/سكارفوليو/مكفيرسون/تشاودورير - بوثز/أوستيرمان.
بعد التأسيس بسنتين تم إسقاط كلمة كريكيت من اسم النادي ليصبح المسمى الجديد نادي نابولي لكرة القدم. في سنة 1909 قام توماس ليبتون مالك العلامة التجارية الشهيرة ليبتون (شاي)|ليبتون بزيارة جزيرة صقلية عبر سفينته وخلال إقامته القصيرة قرر إنشاء بطولة اسمها كأس لبتون للتحدي. يلعب في هذه البطولة فرق نابولية وصقلية وعادة من يتأهل إلى المباراة النهائية فريقان نابولي وباليرمو. حقق نابولي البطولة في نسختها الأولى بتفوقه على باليرمو 4-2. أقيمت البطولة لمدة ست سنوات حيث حققها نابولي مرتين أخرى ين في 1911 و 1914.
في سنة 1912 قرر مجموعة من اللاعبين الأجانب بقيادة بايون وستينيغير الانفصال عن النادي وتأسيس نادي جديد أسموه انترنازيونالي نابولي (نابولي العالمي). في هذه الأثناء بقي إيميليو أناترا رئيسا لنادي نابولي لكرة القدم وبدأ التنافس بين الغريمين. تنافس الفريقان في بطولة كامبانيا في موسم 1912-1913 حيث فاز نابولي على انترنازيونالي نابولي 5-3 في مجموعة المباراتين. ولكن بعدها خسر نابولي في الدور التالي من لاتسيو.
في الموسم التالي انقلب الوضع عندما أخرج انترنازيونالي نابولي منافسه نابولي ولكنه خسر في الدور التالي من نادي لاتسيو. في الموسم 1914-1915 انتهت مباراة الذهاب بفوز انترنازيونالي نابولي 3-0 ولم تقم مباراة الإياب بسبب قيام الحرب العالمية الأولى. بعد نهاية الحرب عاودت الأندية اللعب ولكن انضمت أندية أخرى للمنافسة في مدينة نابولي وهي أتليتيكو بوتيولانا، إلفا بانيوليزي، وسافويا. في سنة 1922 وبسبب الضغوطات المالية تقرر دمج ناديي نابولي وإنترنازيونالي نابولي في نادي واحد وهو نادي إنترنازيونالي نابولي لكرة القدم.
في 23 أغسطس 1926 قرر أعضاء النادي تغيير اسم النادي إلى اتحاد نابولي لكرة القدم وتعيين جيورجيو أسكاريلي رئيسا له. في الموسم التالي تم إعادة تنظيم بطولة الدوري في إيطاليا حيث تم تقسيم الفرق إلى مجموعتين وتضم كل مجموعة منها عشر فرق. احتل نابولي المركز الأخير برصيد نقطة واحدة من ثمانية عشر مباراة. هذا الأمر منحهم لقب الحمير الصغيرة على الرغم من أن شعار مدينة نابولي يحتوي على حصان. ولكن بعد هذا الموسم المخزي تبنت إدارة النادي لقب المصلحين واتخذت منه شعارا للنادي. في الموسمين التاليين استطاع الفريق أن يحتل ترتيب أفضل.
قبل بداية الحرب العالمية الثانية كان نجم الفريق هو أتيلا سالوسترو الباراغواياني المولد. لم يكن سالوسترو يستلم أي رواتب من إدارة النادي التي كافئته بشراء سيارة فخمة له. موهبته في تسجيل الأهداف كان لها أثر بارز في موسم 1928-1929 حيث سجّل اثنين وعشرين هدف في ثمانية وعشرين مباراة.

### الثلاثينات
في بداية عقد الثلاثينات قرر الاتحاد الإيطالي لكرة القدم تنظيم بطولة الدوري بشكل أفضل بتوزيع الفرق إلى درجتين أولى وثانية. في موسم 1929-1930 استطاع نابولي احتلال المركز الخامس حيث استطاع إلحاق الهزيمة لفرق لاتسيو، تورينو، وميلان. سالوسترو بالإضافة إلى زميله مارسيلو ميهاليتش أول لاعبين في صفوف نادي نابولي يتم استدعائهم للمشاركة دوليا مع منتخب إيطاليا.
في المواسم الستة التالية استطاع نابولي أن يحافظ أن يكون ترتيبه ضمن العشر الأوائل من ضمنهم احتلال المركز الثالث في موسمي 1932-1933 و 1933-1934 تحت قيادة المدرب الإنجليزي الأسطوري ويليام غاربوت. لاعب مميز آخر من نابولي هو أنطونيو فوياك القادم من نادي يوفنتوس في سنة 1929 حيث لعب لصالح نادي نابولي مائة وتسعون مباراة مسجّلا مائة وهدفين طوال ست مواسم. هداف بطولة كأس العالم لكرة القدم 1930 الأرجنتيني غييرمو ستابيلي لعب لصالح نابولي في موسم 1935-1936.
واجه نادي نابولي مواسم عصيبة من منتصف الثلاثينات وحتى بداية الحرب العالمية الثانية. واجه نابولي خطر الهبوط إلى الدرجة الثانية في موسم 1936-1937 ثم في موسم 1939-1940 حيث بقي في الدرجة الأولى بفارق الأهداف عن نادي ليغوريا. وكانوا في الموسم السابق 1938-1939 قد احتلوا المركز الخامس. في موسم 1941-1942 هبط الفريق إلى الدرجة الثانية بفارق أربع نقاط عن الابتعاد عن الهبوط. فوّت نابولي فرصة الصعود المباشر في موسم 1942-1943 بفارق نقطتين حيث احتل المركز الثالث خلف صاحب المركز الثاني نادي بريشيا. في نهاية الموسم رحل النادي عن ملعب جيورجيو أسكاريلي وحلوا في ملعب كامبو فوميرو.

### بعد الحرب العالمية الثانية والخمسينات
عندما عاودت البطولة الانتظام في موسم 1945-1946 استطاع أن يتألق نادي نابولي بعدم خسارته سوى في ثلاث مباريات وباحتلاله المركز الأول في المنطقة الجنوبية بفارق الأهداف عن وصيفه باري. في الدور التالي احتل مركز في منتصف الترتيب الذي ضمن له اللعب في الدرجة الأولى في الموسم التالي.
بقي نابولي في الدرجة الأولى موسم واحد حيث هبط إلى الدرجة الثانية في موسم 1947-1948 قبل أن يتوج بلقب الدرجة الثانية في موسم 1949-1950. من المثير للاهتمام أن أول مباراة تم بثها تلفزيونيا كانت مباراة جمعت بين نابولي وفيورنتينا سنة 1956. في النصف الثاني من الخمسينات تأرجح أداء نابولي ولكن أفضل مواسمه كان احتلال المركز الرابع في موسم 1957-1958 متفوقا على أندية ميلان، إنتر ميلان، وروما.

### الستينات
كان عقد الستينات متباينا بالنسبة لنادي نابولي حيث هبط من الدرجة الأولى موسم 1960-1961 بينما احتل المركز الثاني في الدرجة الثانية في موسم 1961-1962 وصعد مجددا إلى الدرجة الأولى. في ذات الموسم استطاع نابولي أن يحقق أولى بطولاته بالتتويج بطلاً لبطولة كأس إيطاليا بتغلبه في المباراة النهائية على نادي سبال 2-1 سجل الهدفين كوريلي ورونزون وهي الحالة الوحيدة الذي يتوج فيها فريق من الدرجة الثانية ببطولة كأس إيطاليا. للأسف من يستطع نابولي أن يواصل نجاحاته في موسم 1962-1963 حيث هبط مجددا إلى الدرجة الثانية.
شهد منتصف عقد الستينات ارتفاع أسهم نادي نابولي وذلك بعد تغيير مسمى النادي إلى نادي نابولي الرياضي لكرة القدم في 25 يونيو 1964 واستطاعوا في موسم 1964-1965 الصعود إلى الدرجة الأولى باحتلاله المركز الثاني في الدرجة الثانية. في أول موسم له في الدرجة الأولى احتل الفريق المركز الثالث وذلك تحت قيادة المدرب الأرجنتيني برونو بيساولا. كما حققوا في نفس الموسم كأس ديلي ألبي بالتغلب على نادي يوفنتوس. في موسم 1967-1968 كاد نابولي يحقق بطولة الدرجة الأولى ولكنه اكتفى باحتلال المركز الثاني عن البطل المتوج نادي ميلان. خلال هذه الفترة تفاخر النادي بتقديم العديد من اللاعبين المتميزين أمثال دينو زوف، جوزيه ألتافيني، وأنتونيو يوليانو.

### السبعينات
واصل الفريق تقديم أداء عالي المستوى في بداية عقد السبعينات حيث احتل المركز الثالث مرتين في موسمي 1970-1971 و 1973-1974.
في موسم 1974-1975 وتحت قيادة المدرب البرازيلي لويس فينيسيو كان الأقرب لتحقيق بطولة الدرجة الأولى. أنهى نابولي البطولة بفارق نقطتين عن البطل المتوج يوفنتوس بالإضافة إلى تتويجه بلقب صاحب أقوى هجوم بتسجيله خمسين هدف في ثلاثين مباراة. كما أن التألق كان قاريّا حيث وصلوا إلى الدور الثمن النهائي في بطولة كأس الاتحاد الأوروبي وخرجوا على يد نادي بانيك أوسترافا التشيكوسلوفاكي بعدما خسر 1-3 في مجموع المباراتين.
ثاني بطولة كأس إيطاليا حققوها في هذا الموسم حيث تخطوا ميلان وفيورنتينا ليهزموا نادي هيلاس فيرونا في المباراة النهائية 4-0 بفضل غينولفي وبراليا وجيوزيبي سافولدي (هدفين). في كأس الأنجلو الإيطالية فاز نابولي على ساوثهامبتون الإنجليزي 4-1 في مجموع المباراتين حيث فاز في مباراة الذهاب في مدينة نابولي 4-0 ليأمن الفوز بهذه البطولة.
نتيجة لذلك شارك نابولي في بطولة كأس الاتحاد الأوروبي للأندية أبطال الكؤوس موسم 1976-1977 وهي المرة الثانية التي يشارك فيها قاريا. في الدور الأول فاز على بودو/غليمت النرويجي 3-0 في مجموع المباراتين ثم في الدور الثمن النهائي تغلب على نادي أبويل القبرصي 3-1 في مجموع المباراتين ثم في الدور الربع النهائي فاز على شلاسك فروسلاف البولندي 2-0 في مجموع المباراتين ليخسر بعدها في الدور النصف النهائي من نادي آندرلخت البلجيكي 1-2 في مجموع المباراتين بعدما كان متقدما في مباراة الذهاب بهدف نظيف. في آخر موسمين في عقد السبعينات احتل نابولي المركز السادس في دوري الدرجة الأولى.

### عصر مارادونا

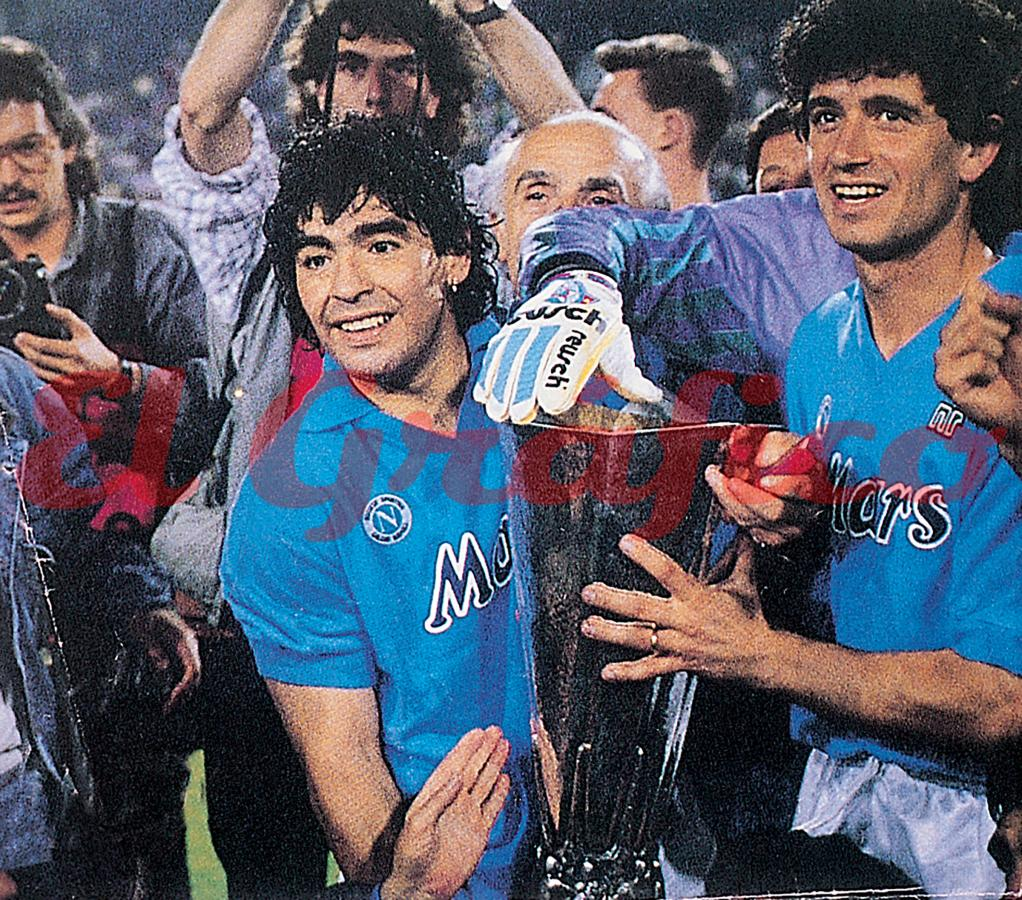
مارادونا يحتفل مع زملائه بلقب كأس الاتحاد الأوروبي عقب فوزهم في المباراة النهائية على شتوتغارت الألماني

بدأ نابولي عقد الثمانينات بالتألق في دوري الدرجة الأولى حيث احتل المركز الثالث والرابع على التوالي. تعاقد نادي نابولي مع لاعب الوسط الأرجنتيني دييغو مارادونا من نادي برشلونة الإسباني في سنة 1984 ليضع النادي على الخريطة العالمية.
النجاح مع مارادونا لم يتأت حالا حيث احتل نابولي المركز الثامن في موسم 1984-1985 ثم في الموسم التالي احتل المركز الثالث. في موسم 1986-1987 كان موسم نابولي حيث حقق بطولة دوري الدرجة الأولى للمرة الأولى في تاريخه وليصبح النادي الجنوبي الوحيد الذي يحقق البطولة. وواصل نابولي تألقه بالفوز على أتالانتا بيرغامو 4-0 في المباراة النهائية لبطولة كأس إيطاليا ليكمل تحقيق الثنائية. في الموسم التالي خرج من الدور الأول لبطولة دوري أبطال أوروبا على يد نادي ريال مدريد الإسباني بينما احتل المركز الثاني في بطولة دوري الدرجة الأولى ليتأهل للعب في كأس الاتحاد الأوروبي في الموسم التالي. في موسم 1988-1989 استطاع التأهل إلى المباراة النهائية لبطولة كأس الاتحاد الأوروبي بعدما تغلب على باوك اليوناني، لوكوموتيف ليبزيغ الألماني الشرقي، بوردو الفرنسي، يوفنتوس الإيطالي، وبايرن ميونيخ الألماني. في المباراة النهائية واجه نابولي شتوتغارت الألماني. في مباراة الذهاب التي أقيمت في نابولي قلب الفريق المحلي تقدم الضيوف بهدف ماوريزيو غاودينو في الشوط الأول إلى فوز في الشوط الثاني بثنائية من مارادونا والمهاجم البرازيلي كاريكا. في مباراة الإياب وعلى الرغم من التعادل 3-3 (كان متقدما 3-1 عند الدقيقة السبعين) ليتوج بلقب البطولة بفوزه في مجموع المباراتين 5-4. كما وصل إلى المباراة النهائية في بطولة كأس إيطاليا ولكنه خسر من نادي سمبدوريا كما احتل المركز الثاني في بطولة دوري الدرجة الأولى.
توج نادي نابولي ببطولة دوري الدرجة الأولى في موسم 1989-1990 بعدما منح نقاط مباراته مع أتلانتا بيرغامو على ملعب البلدية بسبب حذف أحد مشجعو نادي أتلانتا بيرغامو عملة نقدية على لاعب الوسط البرازيلي لفريق نابولي أليماو. استطاعت كاميرات التلفزيون أن تصور طبيب نادي نابولي وهو يحض أليماو على البقاء أرضا وادعاء الإصابة. على الرغم من ذلك فإن هاتين النقطتين لم يكونا مهمتين كثيرا لأن مطارده ميلان خسر من هيلاس فيرونا. ما هو أسوأ جائت بعدها بعدة أيام حيث دعا مارادونا مشجعي نادي نابولي لتشجيع منتخب الأرجنتين على حساب منتخبهم الوطني إيطاليا الذي تسيطر عليه أندية الشمال أثناء بطولة كأس العالم لكرة القدم 1990.
مما حدى بمشجعي نابولي إلى رفع لافتة مكتوب عليها: (مارادونا، نابولي تحبك ولكن إيطاليا بلادنا). تأثر مارادونا أثناء بطولة كأس العالم بأن ملعب نادي نابولي هو الملعب الوحيد الذي لم يتم إطلاق صافرات الاستهجان عند عزف النشيد الوطني. على ما يبدو فإن مشجعي نابولي كانوا الخراف السوداء لإيطاليا لحبهم الجارف لمارادونا. رحل مارادونا عن نادي نابولي بعد القبض عليه بتنهمة تعاطي الكوكايين وبسبب الأزمة المالية. على الرغم من تأثير الليالي الحمراء على أدائه في الملعب إلا أن المشجعين يعتبرونه أفضل لاعب في تاريخ نادي نابولي. لقد ذكر مارادونا عدة مرات أن حبه لنادي نابولي يساوي حبه لنادي بوكا جونيورز الأرجنتيني.

### التسعينات وبداية الألفية
في موسم 1990-1991 حقق نابولي بطولة كأس السوبر الإيطالي بتغلبه على يوفنتوس 5-1 حيث سجل الأهداف كاريكا (هدفين) أندريا سيلينزي (هدفين) وماسيمو كريبا (هدف) وهي تعتبر آخر بطولة كبيرة يحققها في العقدين القادمين. بينما سجّل روبيرتو باجيو هدف حفظ ماء الوجه ليوفنتوس. تعتبر نتيجة الفوز هي الأكبر في تاريخ البطولة.
بدأ نادي نابولي في الانحدار ببطء وذلك برحيل نجوم الفريق أمثال جيانفرانكو زولا، دانييل فونسيكا، وكاريكا. في النصف الأول من عقد التسعينات احتفظ النادي ببعض بريقه ولكن أقل مما كان عليه أيام مارادونا. أفضل ترتيب حققه هو احتلال المركز الرابع في موسم 1991-1992 وبعدها بدأ الانخفاض في المستوى.
في موسم 1996-1997 تأهل إلى المباراة النهائية في بطولة كأس إيطاليا ولكنه خسر من نادي فيتشينزا 1-3 في مجموع المباراتين بعد تمديد الوقت. بحلول هذا الوقت بدأ ترتيب نابولي في الانخفاض حتى هبط إلى الدرجة الثانية في موسم 1997-1998 باحتلاله المركز الثامن عشر والأخير وبفوزين فقط طوال الموسم.
انتظر نادي نابولي حتى موسم 1999-2000 ليتمكن من الصعود إلى الدرجة الأولى كوصيف للدرجة الثانية. لم يستطع نابولي مجاراة الكبار فهبط مباشرة إلى الدرجة الثانية في الموسم التالي على الرغم من أن نقطة واحدة كانت تفصله عن البقاء في الدرجة الأولى وخسرها لصالح ليتشي وهيلاس فيرونا.
في موسم 2001-2002 فشل نابولي في الصعود مجددا إلى الدرجة الأولى باحتلاله المركز الخامس. في الموسم التالي احتل نابولي المركز السادس عشر. في أغسطس 2004 تم إعلان إفلاس النادي بعدما بلغت ديونه سبعون مليون يورو.

### إفلاس وإحياء
حاولت الحكومة الإيطالية إحياء لعبة كرة القدم في نابولي ولكنها فشلت مع جميع رجال الأعمال حتى جاء أوريليو دي لورينتيس في شهر أغسطس 2004 لينشئ نادي كرة قدم جديد في المدينة باسم نابولي سوكر على أن يلعب في بطولة دوري الدرجة الثالثة. تم تعيين المدير الإداري في النصف الثاني من عقد الثمانينات بييرباولو مارينو ليكون المدير العام.
في موسم 2004-2005 وبوجود لاعبين موهوبين أمثال المهاجم الإيطالي إيمانويلي كالايو، لاعبا الوسط البرازيلي جواو باتيستا إناسيو، والإيطالي ماركو كاباريلا وبقيادة المدرب جيامبييرو فينتورا الذي حلّ محل إدواردو ريا استطاع قيادة الفريق إلى احتلال المركز الثالث وبالتالي خوض تصفيات الصعود أمام نادي أفيلينو حيث خسر 1-2 في مجموع المباراتين ليقضي الجميع صيف 2005 على أمل النجاح في الصعود إلى الدرجة الثانية.
في موسم 2005-2006 وبعد التعاقد مع اللاعبين حارس المرمى غينارو ييزو، المدافع الباراغواياني روبين مالدونالدو، ولاعب الوسط الأوروغواياني ماريانو بولياسينو انطلق الفريق نحو تحقيق نتائج إيجابية في بطولتي الدوري والكأس. في بطولة الدوري ضمن نابولي الصعود إلى الدرجة الثانية قبل النهاية بأربع مباريات بفضل أهداف كالايو الثمانية عشر. أما في منافسات كأس إيطاليا فقد تغلب على أندية بيسكارا، ريجينا، وبياشينزا في الأدوار التمهيدي قبل أن يسقط على يد نادي روما في الدور الثمن النهائي.
في 23 مايو 2006 أوفى رئيس النادي دي لورينتيس بوعده بإعادة الاسم السابق للنادي قبل الإفلاس وهو نادي نابولي الرياضي لكرة القدم. في كأس السوبر للدرجة الثالثة خسر من نادي سبيزيا بفارق الأهداف المسجلة خارج الأرض بعد تعادلهما 1-1.
في موسم 2006-2007 واجه نابولي العديد من الفرق القوية أمثال يوفنتوس الهابط من الدرجة الأولى بقرار قضائي إثر فضيحة. من أجل تحقيق حلم الصعود إلى الدرجة الأولى تم التعاقد مع المدافعان الإيطاليان باولو كانافارو (الشقيق الأصغر للمدافع الدولي فابيو كانافارو)، ماوريزيو دوميزي، النمساوي الشاب جيورجي غاريكس، لاعبا الوسط الإيطاليان صامويلي دالا بونا، روبيرتو دي زيربي، المهاجم الإيطالي كريستيان بوكي هداف الدرجة الثانية لموسم 2005-2006. حافظ نابولي على تقديم أداء عالي المستوى وباحتلاله أحد المراكز الثلاث الأولى حتى تعادل مع الثالث جنوى وصعدا معا إلى الدرجة الأولى بالإضافة إلى البطل المتوج يوفنتوس.
من أجل البقاء في الدرجة الأولى قررت إدارة نادي نابولي التركيز على شراء لاعبين موهوبين صغار في السن منخفضي الثمن ولهم مستقبل باهر وبالتالي تم التعاقد مع المهاجم الأرجنتيني إزكويل لافيزي، ولاعبا الوسط السلوفاكي ماريك هامشيك، والأوروغواياني والتر غارغانو بالإضافة إلى التعاقد مع بعض لاعبين الخبرة مثل المدافع الإيطالي ماتيو كونتيني، لاعب الوسط الإيطالي مانويلي بلازي، والمهاجم الأوروغواياني مارسيلو زالايتا. تم التأكيد أن إدواردو ريا سيعود لتدريب الفريق. في يناير 2007 تعاقد النادي مع حارس المرمى الأرجنتيني نيكولاس نافارو، الظهير فابيانو سانتاكروتشي، الجناح دانييلي مانيني، ولاعب الوسط ميتشيلي بازينزا. استطاع نابولي أن يتألق في دوري الدرجة الأولى ليحتل المركز الثامن ويتأهل إلى بطولة كأس إنترتوتو بعد غياب استمر أربعة عشر موسم عن البطولات القارية. في بطولة كأس إيطاليا خرج نابولي من الدور الثاني بخسارته من نادي لاتسيو 2-3 في مجموع المباراتين. هداف الفريق في بطولة الدوري كان لاعب الوسط الشاب هامشيك الذي سجل تسعة أهداف.
من أجل الاستعداد جيدا للموسم 2008-2009 قرر المدير العام بييرباولو مارينو التعاقد مع خمسة لاعبين وهم: المدافع الإيطالي لياندرو رينودو من باليرمو، الظهير الإيطالي كريستيان ماجيو من سمبدوريا، المهاجم الأرجنتيني جيرمان دينيس من باريس سان جيرمان الفرنسي، المدافع الإيطالي سالفاتوري أرونيكا من ريجينا، والمهاجم الإيطالي أندريا روسوتو بالإعارة من بيلينزونا بينما تم تجديد الثقة في المدرب ريا. في يناير 2008 تم التعاقد مع لاعب الوسط الأرجنتيني خيسوس داتولو من بوكا جونيورز الأرجنتيني وحارس المرمى الإيطالي لوكا بوتشي في صفقة انتقال حر. استطاع نابولي تخطي نادي بانيونيوس اليوناني في كأس انترتوتو ليتأهل إلى كأس الاتحاد الأوروبي ليتخطى فلازينيا الألباني ولكنه سقط في الدور التالي على يد بنفيكا البرتغالي. في كأس إيطاليا خسر نابولي في الدور الثمن النهائي من فريق يوفنتوس بركلات الجزاء الترجيحية. استطاع نابولي حصد عشرين نقطة في أول تسع مباريات في بطولة دوري الدرجة الأولى والجميع توقع أن ينافس الفريق على لقب البطولة ولكنه في الثلاث أشهر والنصف التالية لم يستطع تحقيق أي فوز وبالتالي تم الاستغناء عن ريا بعدما أمضى أكثر من أربع سنوات في منصبه واستبداله بمدرب منتخب إيطاليا السابق روبيرتو دونادوني. حصد نابولي ثلاثة عشرة نقطة في الدور الثاني ليحتل المركز الثاني عشر برصيد 46 نقطة. توج هامشيك هدافا للفريق للموسم الثاني على التوالي برصيد تسعة أهداف.
قبل بداية موسم 2009-2010 قررت إدارة النادي أن تقلب صفحة الماضي والمضي قدما في التعاقد مع اللاعبين النجوم حيث تم التعاقد مع المهاجمان الإيطالي فابيو كوالياريلا، النمساوي إروين هوفر، لاعب الوسط الإيطالي لوكا تشيغاريني، المدافعان الأرجنتيني هوغو كامبانيارو، الكولومبي خوان كاميلو زونيغا، حارس المرمى الإيطالي مورغان دي سانكتس بينما تم التخلي عن العديد من اللاعبين أبرزهم دانييلي مانيني إلى سمبدوريا بملكية مشتركة ومانويلي بلازي ومارسيلو زالايتا بالإعارة إلى باليرمو وبولونيا على التوالي. عند بداية الموسم تحققت نتائج عادية لا تعكس الإنجاز الذي حققه الفريق في الموسم الماضي مما حدا برئيس النادي دي لاورنتيس إلى إقالة المدير العام بييرباولو مارينو في 28 سبتمبر 2009 ثم إقالة روبيرتو دونادوني من تدريب الفريق في 9 أكتوبر 2009 بعد حصده سبع نقاط في سبع مباريات وتم استبداله بوالتر ماتزاري. بعد هذا التغيير استطاع نابولي لعب خمسة مباراة بدون خسارة منها انتصاران مهمان خارج ملعبه على فيورنتينا ويوفنتوس ليقترب كثيرا من احتلال المركز الثالث لأول مرة من موسم 1991-1992. على الرغم من تدهور نتائج الفريق في القسم الثاني بشكل طفيف إلا أنه أنهى الموسم باحتلال المركز السادس برصيد تسعة وخمسين نقطة وهو أفضل مركز يحققه منذ موسم 1993-1994 مما منحهم فرصة اللعب في دوري أوروبا في الموسم التالي. للموسم الثالث على التوالي توج هامشيك هدافا للفريق برصيد اثني عشر هدفا.
جُددت الثقة في المدرب ماتزاري. أثار قرار إعارة المهاجم الإيطالي فابيو كوالياريلا إلى المنافس اللدود نادي يوفنتوس مقابل أربع ملايين ونصف المليون يورو مع وجود بند يتيح لنادي يوفنتوس شراء اللاعب في نهاية الموسم مقابل عشر ملايين ونصف المليون يورو غضب المشجعين. قررت إدارة النادي التعاقد مع المهاجم الأوروغواياني إدينسون كافاني لتعويض رحيل كوالياريلا. أصبح كافاني معشوق الجماهير بتسجيله ستة وعشرين هدف في دوري الدرجة الأولى ومحطما الرقم القياسي السابق المسجل باسم أنطونيو فوياك وثلاثة وثلاثين هدف في جميع البطولات. أهداف كافاني ساعدت الفريق في البقاء قريبا من المقدمة إلى أن احتل المركز الثالث في نهاية الموسم برصيد سبعين نقطة وهو رقم قياسي في عدد النقاط. نتيجة لذلك تأهل نابولي للمشاركة في دوري أبطال أوروبا في الموسم التالي وهو الذي غاب عنها لإحدى وعشرين سنة.
أبرز لاعب تعاقد معه نابولي هو لاعب الوسط السويسري ذو الأصول التركية غوخان إنلر من نادي أودينيزي. استطاع نابولي احتلال المركز الخامس في بطولة دوري الدرجة الأولى. في بطولة دوري أبطال أوروبا فقد استطاع احتلال المركز الثاني في المجموعة الأولى وتأهل إلى الدور الثمن النهائي برفقة بايرن ميونيخ الألماني على حساب مانشستر سيتي الإنجليزي وفياريال الإسباني. في الدور الثمن النهائي تقدم نابولي على تشيلسي الإنجليزي في مباراة الذهاب 3-1 ولكنه سقط في فخ الخسارة الكبيرة في مباراة الإياب 1-4 ليخرج من منافسات البطولة بشرف. حقق نابولي بطولة كأس إيطاليا للمرة الرابعة في تاريخه ولأول مرة يحقق بطولة منذ اثني وعشرين عاما كما أنها البطولة الأولى في عهد الرئيس دي لاورنتيس والأولى منذ عهد مارادونا. استطاع نابولي التغلب في المباراة النهائية على يوفنتوس المتوج ببطولة دوري الدرجة الأولى من دون هزيمة 2-0 بفضل إدينسون كافاني وماريك هامشيك.

## تشكيلة الفريق

### التشكيلة الأساسية

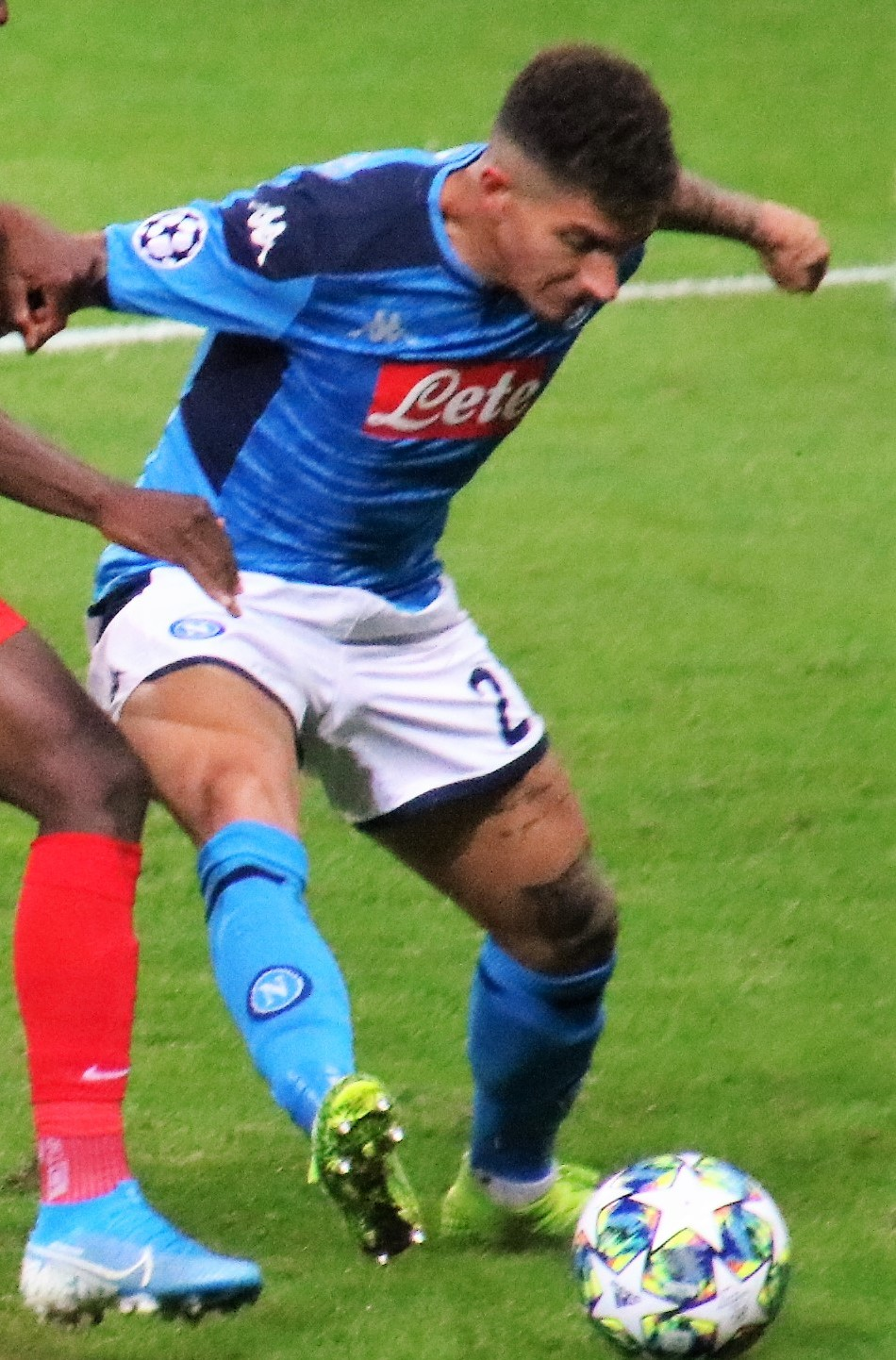
جيوفاني دي لورينزو قائد الفريق

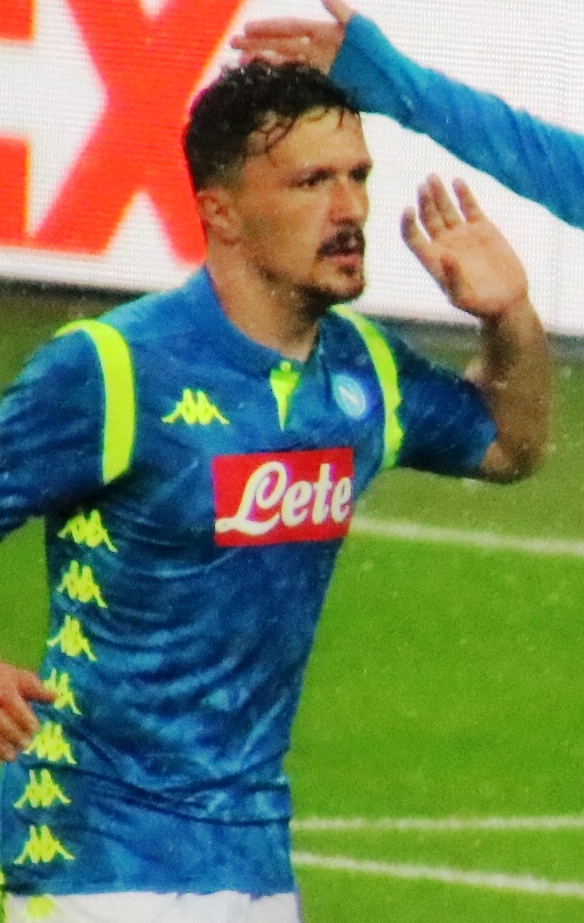
ماريو روي نائب القائد

آخر تحديث 11 أغسطس 2022.
ملاحظة: تشير الأعلام إلى المنتخب بحسب قواعد الأهلية المعتمدة من قبل الفيفا؛ تنطبق بعض الاستثناءات المحدودة. وقد يحمل اللاعبون أكثر من جنسية لا تعترف بها الفيفا.
| الرقم | البلد            | المركز | اللاعب            |
| ----- | ---------------- | ------ | ----------------- |
| 1     | إيطاليا          | حارس   | أليكس ميريت       |
| 3     | كوريا الجنوبية   | مدافع  | كيم مين-جاي       |
| 4     | ألمانيا          | وسط    | دييغو ديمه        |
| 5     | البرازيل         | وسط    | خوان جيسوس        |
| 6     | البرتغال         | مدافع  | ماريو روي         |
| 7     | مقدونيا الشمالية | وسط    | إليف إلماس        |
| 8     | إسبانيا          | وسط    | فابيان رويز بينيا |
| 9     | نيجيريا          | مهاجم  | فيكتور أوسيمين    |
| 11    | المكسيك          | مهاجم  | هيرفينغ لوزانو    |
| 13    | كوسوفو           | مدافع  | أمير رحماني       |
| 16    | بولندا           | حارس   | هوبير إيداسياك    |
| 17    | الأوروغواي       | مدافع  | ماتياس أوليفيرا   |

| الرقم | البلد     | المركز | اللاعب                    |
| ----- | --------- | ------ | ------------------------- |
| 20    | بولندا    | وسط    | بيوتر زيلينسكي            |
| 21    | إيطاليا   | مهاجم  | ماتيو بوليتانو            |
| 22    | إيطاليا   | مدافع  | جيوفاني دي لورينزو        |
| 23    | إيطاليا   | مهاجم  | أليسيو زيربين             |
| 30    | إيطاليا   | حارس   | سالفاتوري سيريغو          |
| 33    | الجزائر   | مهاجم  | آدم وناس                  |
| 55    | النرويج   | مدافع  | ليو سكيري أوستيغارد       |
| 59    | إيطاليا   | مدافع  | أليساندرو زانولي          |
| 68    | سلوفاكيا  | وسط    | ستانيسلاف لوبوتكا         |
| 70    | إيطاليا   | وسط    | جيانلوكا غايتانو          |
| 77    | جورجيا    | مهاجم  | خفيتشا كفاراتسخيليا       |
| 99    | الكاميرون | وسط    | أندريه فرانك زامبو أنغيسا |

### المُعارون
- تنتهي إعارة جميع اللاعبين في 30 يونيو 2023.[5]

ملاحظة: تشير الأعلام إلى المنتخب بحسب قواعد الأهلية المعتمدة من قبل الفيفا؛ تنطبق بعض الاستثناءات المحدودة. وقد يحمل اللاعبون أكثر من جنسية لا تعترف بها الفيفا.
| الرقم | البلد    | المركز | اللاعب                            |
| ----- | -------- | ------ | --------------------------------- |
| —     | أوكرانيا | حارس   | نيكيتا كونتيني (إلى سامبدوريا)    |
| —     | إيطاليا  | مدافع  | سيباستيانو لوبيرتو (إلى إمبولي)   |
| —     | إيطاليا  | مدافع  | فرانشيسكو ميزوني (إلى أنكونا)     |
| —     | إيطاليا  | مدافع  | لورينزو سغاربي (إلى بوردي ريناتي) |
| —     | إيطاليا  | مهاجم  | أندريا بيتانيا (إلى مونزا)        |

| الرقم | البلد   | المركز | اللاعب                                |
| ----- | ------- | ------ | ------------------------------------- |
| —     | إيطاليا | مهاجم  | ليوناردو كانديلوني (إلى بوردينوني)    |
| —     | إيطاليا | وسط    | أنطونيو سيوفي (إلى سيتا دي بونتيديرا) |
| —     | إيطاليا | وسط    | جوزيبي داجوستينو (إلى يوفي ستابيا)    |
| —     | إيطاليا | وسط    | مايكل فولونشو (إلى باري)              |

### لاعبون آخرون
ملاحظة: تشير الأعلام إلى المنتخب بحسب قواعد الأهلية المعتمدة من قبل الفيفا؛ تنطبق بعض الاستثناءات المحدودة. وقد يحمل اللاعبون أكثر من جنسية لا تعترف بها الفيفا.
| الرقم | البلد   | المركز | اللاعب        |
| ----- | ------- | ------ | ------------- |
| —     | إيطاليا | مهاجم  | أوجينيو دورسي |

### الأرقام المجمدة
ملاحظة: تشير الأعلام إلى المنتخب بحسب قواعد الأهلية المعتمدة من قبل الفيفا؛ تنطبق بعض الاستثناءات المحدودة. وقد يحمل اللاعبون أكثر من جنسية لا تعترف بها الفيفا.
| الرقم | البلد     | المركز | اللاعب                     |
| ----- | --------- | ------ | -------------------------- |
| 10    | الأرجنتين | مهاجم  | دييغو مارادونا (1984-1991) |

## الألوان والرموز

### اللباس
يتكون لباس فريق نابولي من قميص سماوي والأرقام بيضاء والسروال أبيض والجوارب سماوية. في المباريات التي تقام خارج ملعبه فإنه يلبس قميص أبيض والأرقام بلون أزرق غامق وسروال أزرق وجوارب إما بيضاء أو سماوية.
عند تأسيس النادي تقرر أن يلعب الفريق باللون السماوي والسراويل البيضاء. في موسم 1965-1966 قرر رئيس النادي روبيرتو فيوري تغيير لون قميص الفريق من السماوي إلى الأبيض من أجل جلب الحظ. في الموسم التالي تم الرجوع للعب باللون السماوي.
في بداية عقد الثمانينات وبسبب الشركة الراعية وهي إنر للتقنية تم تغيير لون الأرقام من الأبيض إلى الأزرق. في موسم 1982-1983 بدلاً من أن يتم وضع شعار النادي تم وضع شعار الحمار وهو شعار الشركة الراعية. بعد مرور تسع جولات تم تغيير الشعار إلى حصان الذي ما زال باقيا على قمصان الفريق لحد الآن.
الموسم الوحيد الذي لم يلعب فيه الفريق باللباس التقليدي كان موسم 2002-2003 عندما كان الفريق يلعب في الدرجة الثانية حيث صممت شركة ديادورا لباس مخطط باللونين السماوي والأبيض كما منتخب الأرجنتين. قبل نهاية الموسم قرر رئيس النادي سالفاتوري نالدي العودة للعب بالألوان التقليدية وذلك اعتبارا من مباراة ترنانا من أجل جلب الحظ للعودة إلى الدرجة الأولى.
في موسم 2007-2008 كان لباس الفريق يتكون من ياقة بيضاء وفتحة الرقبة بطريقة الرقم سبعة باللغة العربية بينما القميص الاحتياطي باللون الأبيض والقميص الثالث باللون الأحمر.
في موسم 2008-2009 تم تغيير شكل الياقة من قبل شركة ديادورا للملابس الرياضية. اللباس الرئيسي هو السماوي التقليدي بينما اللباس الاحتياطي كان باللون الأحمر بينما اللباس الثالث باللون الأزرق الغامق وتم إلغاء اللباس الأبيض.
في موسم 2009-2010 تم تغيير شركة الملابس الرياضية من ديادورا إلى ماكرون حيث تم توقيع عقد يمتد لثلاث سنوات. تم اعتماد اللون السماوي للباس الرئيسي بينما اللباس الاحتياطي سيتكون من اللونين الفضي والرمادي وزخرفة حمراء بينما اللباس الثالث يتكون من اللون الأحمر مع زخرفة ذهبية.

### الأرقام المعتزلة

تم حجب الرقم 10 تكريماً للأسطورة الأرجنتينية دييغو مارادونا

في عام 2000 قرر نادي نابولي سحب القميص رقم عشرة من التداول تكريماً للاعب الوسط الأرجنتيني دييغو أرماندو مارادونا الذي لعب للفريق من 1984 إلى 1991. بعد رحيل مارادونا لبس القميص رقم عشرة كل من فاوستو بيتزي (1995-1996) جوبيرت أروجو مارتينز الشهير باسم بيتو (1996-1997) إيغور بروتي (1997-1998 وهو آخر لاعب سجل هدف بهذا القميص في الدرجة الأولى) كلاوديو بيلوكي (1998-1999، و1999-2000 في الدرجة الثانية).
كانت قوانين الدرجة الثالثة تلزم الأندية أن ترقم القمصان من واحد إلى أحد عشر وبالتالي فقد حمل ماريانو بولياسينو القميص رقم عشرة عندما كان الفريق يلعب في الدرجة الثالثة من 2004 إلى 2006 وقد سجّل آخر هدف بهذا القميص في مرمى نادي سبيزيا في 18 مايو 2006 في مباراة الإياب من بطولة كأس السوبر الإيطالي للدرجة الثالثة.

### الرعاة الرئيسيون
- سنايديرو (1981-1982)
- تشيريو (1982-1983)
- لاتي بيرنا (1983-1984)
- تشيريو (1984-1985)
- بيتوني (1985-1988)
- مارس (1988-1991)
- فوييلو (1991-1994)
- ريكورد كوسين (1994-1996)
- سينترال ديل لاتي نابولي (1996-1997)
- بولينغي (1997-1999)
- بيرا بيروني (1999-2003)
- روسو - كيكيانو (2003-04)
- تصادم, سكاي كابتن، الحب في الكريسماس، مانويلي دي أمور (2004-2005)
- ماندي (2004-2005)
- أسكوا ليتي (2005-)
- إم إس سي كروكيير (2011-)

### موردو الملابس الرياضية
- بوما (1978-1980)
- إنيري (1980-1984)
- لينيا تايم (1984-1985)
- إنيري (1985-1991)
- أومبرو (1991-1994)
- لوطو (1994-1997)
- نايكي (1997-2000)
- ديادورا (2000-2003)
- ليغيا (2003-2004)
- كابا (2004-2006)
- ديادورا (2006-2009)
- ماكرون (2009-2012)

### الشعارات والرموز
تغير شعار النادي كثيرا طوال تاريخ النادي. التغيير كان نتيجة تغيير مسمى النادي. عند تأسيس اتحاد نابولي لكرة القدم في سنة 1926 تم استخدام شعار على شكل بيضاوي بلون سماوي مع لون ذهبي وحصان أبيض في المنتصف وكرة قدم تحيط به والحروف الأولى من اسم النادي باللغة الإيطالية N وC وA وظل نفس الشعار عند تغيير اسم النادي إلى نادي نابولي لكرة القدم.
بعد مرور سنة واحدة تم تغيير شعار النادي إلى حرف N كبير بلون ذهبي وخلفية سماوية والحواف باللون الذهبي ثم تمت إضافة راية سماوية وعصابة بيضاء.
أخيرا تم تغيير الحصان إلى حمار وحشي. سبب التغيير يعود لكسر النحس الذي أصاب الفريق في فترة ما.
في 26 أغسطس 1964 تم تغيير اسم النادي إلى نادي نابولي الرياضي لكرة القدم وبالتالي تم تغيير الشعار إلى إطار ذهبي أضعف من السابق وتخفيض حرف N من أجل وضع شعار SSC Naples. الخلفية دوما سماوية بينما تم وضع ثلاث مستطيلات خضراء وبيضاء وحمراء دلالة على العلم الإيطالي.
في سنة 1980 تم تغيير الشعار مجددا حيث استبدل الإطار الذهبي بإطار أبيض بينما تم وضع اسم النادي كاملا وليس الحروف الأولى في وسط الدائرة وحرف N باللون الذهبي على خلفية سماوية. من خلال هذا الشعار حقق نادي نابولي أهم بطولاته وهي دوري الدرجة الأولى (مرتين)، كأس إيطاليا، كأس السوبر الإيطالي، وكأس الاتحاد الأوروبي.
في سنة 1997 تم تغيير الشعار وكان الشيء المميز إطار أبيض وأزرق غامق وحرف N باللون الأبيض لأول مرة.
في سنة 2004 وبعد إفلاس النادي وتأسيس نادي جديد تم تغيير الشعار حيث تم إزالة الاسم القديم ووضع الاسم الجديد مع خلفية زرقاء. وبعد سنتين عندما استعاد النادي الاسم القديم استعاد معه الشعار القديم.

### النشيد
لا يملك نادي نابولي نشيد رسمي خاص به ولكن عند تحقيق الانتصارات فإن المشجعين ينشدون أغنية سورداتو نناموراتو (البحارة وقعوا في الحب) وهي أغنية فلكلورية نابوليتانية كتبها أنييلو كاليفانو سنة 1915 بينما لحِنها إنريكو كانيو.

## المنشآت
استخدمت الأندية الواقعة في مدينة نابولي العديد من ساحات كرة القدم. من 1904 إلى 1912 تم استخدام ساحة كامبينيا في فوريغروتا ثم انتقلوا إلى ساحة أنيانو بينما لعب نادي انترنازيونالي نابولي على ساحة بانيولي. تم اعتماد أنيانو كملعب رئيسي للنادي الجديد الذي نتج عن اندماج نابولي وانترنازيونالي نابولي.
أول ملعب كان الملعب العسكري الذي بناه ألبيريكو ألبريكي في سنة 1923 وتم اللعب عليه من قبل نادي نابولي في 1926. في سنة 1929 أعلن رئيس النادي جيورجيو أسكاريلي عن عزمه على بناء ملعب جديد يقع في مقاطعة لوتزاتي القريب من وسط المدينة. صمم الملعب أميديو دالبورا وتم إطلاق على اسم فيسوفيو ويتسع لحضور عشرون ألف متفرج وقد تم افتتاحه في 23 فبراير 1930 بإقامة مباراة جمعت بين نابولي ويوفنتوس وانتهت بالتعادل 2-2. بعد فترة قصيرة توفي أسكاريلي وتم تغيير اسمه الملعب إلى اسم الرئيس الراحل. في سنة 1934 شهد الملعب توسعة ولكن خلال الحرب العالمية الثانية تم تدميره بالكامل من قبل قوات الحلفاء.
انتقل بعدها نادي نابولي للعب على ملعب أرتورو كولانا في مقاطعة فوميرو ريثما يتم الانتهاء من بناء الملعب السابق. تم تغيير اسم الملعب إلى ملعب التحرير بعد نهاية الحرب بقليل ولكن الملعب الجديد لم يكن مناسبا لحجم جماهيرية النادي حيث في مباراة نابولي ويوفنتوس التي انتهت بفوز أصحاب الأرض 4-3 في 20 أبريل 1958 كان المشجعون يقفون على خط التماس.
تم الاتفاق على إنشاء ملعب جديد في مقاطعة فوريغروتا. تم اتخاذ اسم ملعب الشمس في البداية ثم تم تغيير إلى ملعب القديس باولو. تم افتتاحه في 6 ديسمبر 1959 بإقامة مباراة بين نابولي ويوفنتوس حيث انتهت المباراة بفوز نابولي 2-1 كما حدث عند افتتاح ملعب فيسوفيو قبل تسعة وعشرين سنة. تم تجديد الملعب لاستضافة بطولة كأس الأمم الأوروبية لكرة القدم 1980 ثم كأس العالم لكرة القدم 1990 حيث بلغت سعته 76,824 مقعد. لأسباب منطقية تم إغلاق الجناح الثالث وتقليص سعة الملعب إلى 60,240 مقعد ليصبح ثالث أكبر ملعب في إيطاليا بعد ملعب جوزيبي مياتسا في ميلان وملعب الأولمبيكو في العاصمة روما. استضاف الملعب رياضات أخرى مثل ألعاب القوى، الملاكمة، اللياقة البدنية، المصارعة، وألعاب القتال الشرقية.

## النادي
تحويل نابولي من نادي إلى شركة عامة في 25 يونيو 1964 بقرار من رئيس النادي آنذاك أكيلي لاوريو وأعضاء مجلس الإدارة أنطونيو كوركيوني، لويجي سكوتو، وروبيرتو فيوري برأس مال بلغ مائة وعشرون مليون ليرة إيطالية.
حاليا فإن 99.8% من أسهم النادي تمتلكها شركة فيلماورو للإنتاج السينمائي بينما يمتلك المنتج السينمائي أوريليو دي لورينتيس 0.2% وهو رئيس النادي. بالنسبة إلى شركة فيلماورو فإن 90% من أسهم الشركة تعود إلى لمصرف يونكريديتو بينما 10% الباقية تعود إلى جاكلين باوديت وهي زوجة دي لورينتيس.
في 30 يونيو 2011 تم الإعلان عن تحقيق أرباح سنوية قدرها أربع ملايين ومائتين ألف يورو. بلغت قيمة إيرادات النادي في نهاية موسم 2010-2011 131 مليون يورو حيث كان أكبر مبلغ من حقوق النقل التلفزيوني (58.4 مليون يورو) ثم الرعاة (27.2 مليون يورو) ثم تذاكر المباريات (22 مليون يورو).

### الهيكل التنظيمي
حسب 10 يونيو 2012.
- رئيس النادي: أوريليو دي لورينتيس
- نائب رئيس النادي: إدواردو دي لورينتيس وجاكلين ماري باوديت
- مستشار: فالينتينا دي لورينتيس
- المدير الإداري: أندريا كيافيلي
- المدير الرياضي: ريكاردو بيغون
- مدير المبيعات والتسويق: أليساندرو فورميسانو
- السكرتير: ألبيرتو فاليفوكو
- مدير الاتصالات: نيكولا لومباردو
- المتحدث الرسمي: غويدو بالداري
- مدير الفريق: جيوزيبي سانتورو
- رئيس الكشافين: ماوريتزيو ميكيلي
- منسق الكشافين: ماركو زونينو
- المراقب: ليوناردو مانتوفاني

### الالتزام الاجتماعي
نادي نابولي نشط في الفعاليات الاجتماعية. حيث يدعم النادي المستشفيات المتواجدة في المدينة كما ينظم النادي حملة لمكافحة العنف في الملاعب ومساعدة الأطفال الفقراء. كما يدعم النادي مختلف المشاريع الرامية إلى إعادة التأهيل الاجتماعي للمجرمين الشباب بعد خصم مدة عقوبتهم. من خلال جمع التبرعات بشكل مباشر وغير مباشر من اللاعبين فقد ساهم نادي نابولي في دعم مؤسسات خيرية مثل مؤسسة روبيرت ف. كينيدي، تيليثون، مؤسسة سان رافاييل، ومؤسسة ستيفانو بورغونوفو. كما شارك نادي نابولي في العديد من المبادرات لدعم ضحايا زلزال لاكويلا عام 2009 عن طريق نقل حصيلة دخل المباريات لجمع الأموال اللازمة لبناء مركز رياضي في إقليم أبروتسو.

## نابولي في الثقافة الشعبية
باعتباره أحد أهم الأندية في البلاد فقد تميز نادي نابولي في الثقافة النابوليتانية بشكل خاص والإيطالية بشكل عام. في 23 يونيو 1929 كانت أول مباراة تم نقلها لنادي نابولي على موجات الراديو وقد جمعته بنادي لاتسيو ضمن بطولة دوري الدرجة الأولى. كما كانت صحيفة رياضية جنوبية من مدينة نابولي ترسل مراسليها من أجل نقل وقائع مباريات نادي نابولي خارج المدينة. أما في الموسيقى فقد تم تأليف أغنية (الفتيان عند الحافة) وأداها نينو دي أنجيلو وأغنية فورزا نابولي والتي أداها جيجي دي أليسيو وبينيتو كاربوني. كما ظهر نادي نابولي في العديد من الأفلام مثل فيلم (الفتيان عند الحافة) الكوميدي الذي انتج في سنة 1987 وتدور أحداث الفيلم حول أحد مشجعي النادي. كما شارك العديد من اللاعبين في عدة أدوار سينمائية تدور حول تشجيع نادي نابولي مثل جيوزيبي بروسكولوتي وبرونو جيوردانو.

## الرؤساء والمدربون
في القائمة التالية رؤساء ومدربو والمدراء الإداريون طوال تاريخ النادي.

### الرؤساء
| - 1926 – 1927: جيورجيو أسكاريلي - 1927 – 1928: جوستافو زينزارو - 1928 – 1929: جيوفاني ماريسكا دي سيراكابريولا - 1929 – 1930: جيورجيو أسكاريلي - 1930 – 1931: جيوفاني ماريسكا دي سيراكابريولا - 1931 – 1932: إيوجينيو كوبولا - 1932 – 1936: فينتشينزو سافاريزي - 1936 – 1940: أكيلي لاورو - 1940 – 1941: توماسو ليونيتي - 1941 – 1943: لويجي بيشيتيلي - 1943 – 1945: آنيبالي فيينغا - 1945 – 1946: فينتشينزو سافاريزي - 1946 – 1948: باسكوالي روسو - 1948 – 1951: إغيديو موسولينو - 1951 – 1952: ألفونسو كومو - 1952 – 1954: أكيلي لاورو - 1954 – 1963: ألفونسو كومو - 1963 – 1964: لويجي سكوتو - 1964 – 1967: روبيرتو فيوري | - 1967 – 1968: جيواكينو لاورو - 1968 – 1969: أنطونيو كورتشيوني - 1969 – 1971: كورادو فيرلاينو - 1971 – 1972: إيتوري ساكي - 1972 – 1983: كورادو فيرلاينو - 1983: مارينو برانكاتشيو - 1983 – 1993: كورادو فيرلاينو - 1993 – 1995: إيلينيو غالو - 1995 – 1996: فينتشينزو سكيانو دي كوليلا (فخري) - 1997 – 1998: جيان ماركو إينوشينتي (رئيس تنفيذي) - 1998 – 2000: فيديريكو سكالينجي (رئيس تنفيذي) - 2000 – 2002: جيورجيو كور بيلي - 2002 – 2004: سالفاتوري نالدي - 2004: باولو بيلاميو (رئيس تنفيذي) - 2004: نيكولا راشيو (المتلقي) - 2004 – اليوم: أوريليو دي لورينتيس |

### المدربون
| - 1926 – 1927: أنتون كريوتزر - بينو سكاسا - 1927 – 1928: جيوفاني تيريلي, فيرينك مولنار و رولف ستيغر (اللجنة الفنية) - 1928 – 1929: أوتو فيتشر - جيوفاني تيريلي - 1929 – 1935: ويليام غاربوت - 1935 – 1936: كارولي تشابكاي - 1936 – 1938: أنجيلو ماتيا - 1938 – 1939: إيوجين باير - باولو يوديتشي - 1939 – 1940: أدولفو بالونشييري - أنطونيو فوياك - 1940 – 1942: أنطونيو فوياك - 1942 – 1943: أنطونيو فوياك - باولو إنوشينتي - 1945 – 1947: رافاييلي سانسوني - 1947 – 1948: رافاييلي سانسوني - جيوفاني فيكينا - 1948 – 1949: فيليتشي بوريل - لويجي دي مانيز - فيتوريو موسيلي - 1949 – 1955: إرالدو موزيليو - 1955 – 1956: إرالدو موزيليو - أميديو أمادي - 1956 – 1959: أميديو أمادي - 1959 – 1960: أنيبالي فروسي - أميديو أمادي - 1960 – 1961: أميديو أمادي - أميديو أمادي مع ريناتو تشيزاريني (مدير تقني) - أتيلا سالوسترو - 1961 – 1962: فيورافانتي بالدي - برونو بيساولا - 1962 – 1963: برونو بيساولا مع إرالدو موزيليو (مدير تقني) - 1963 – 1964: روبيرتو ليريتشي - جيوفاني مولينو - 1964 – 1968: برونو بيساولا - 1968 – 1969: جيوزيبي كيابيلا - إغيديو دي كوستانزو - جيوزيبي كيابيلا - 1969 – 1973: جيوزيبي كيابيلا - 1973 – 1975: لويس فينيسيو - 1975 – 1976: لويس فينيسيو - ألبيرتو ديلفراتي روزاريو ريفيلينو - 1976 – 1977: برونو بيساولا | - 1977 – 1978: جياني دي مارزيو - 1978 – 1979: جياني دي مارزيو - لويس فينيسيو - 1979 – 1980: لويس فينيسيو - أنجليو سورماني - 1980 – 1982: رينو ماركيسي - 1982 – 1983: ماسيمو جياكوميني - غينارو رامبوني مع برونو بيساولا (مدير تقني) - 1983 – 1984: بييترو سانتين - رينو ماركيسي - 1984 – 1985: رينو ماركيسي - 1985 – 1989: أوتافيو بيانكي - 1989 – 1991: ألبيرتو بيغون - 1991 – 1992: كلاوديو رانييري - 1992 – 1993: كلاوديو رانييري - أوتافيو بيانكي - 1993 – 1994: مارتشيلو ليبي - 1994 – 1995: فينتشينزو غويريني - فويادين بوشكوف (مدير تقني) - 1995 – 1996: فويادين بوشكوف (مدير تقني) - 1996 – 1997: لويجي سيموني - فينتشينزو مونتيفوسكو - 1997 – 1998: بورتولو موتي - كارلو ماتزوني - جيوفاني جاليوني - فينتشينزو مونتيفوسكو - 1998 – 1999: رينتزو أوليفييري - فينتشينزو مونتيفوسكو - 1999 – 2000: والتر نوفيلينو - 2000 – 2001: زدينيك زيمان - إيمليانو موندونيكو - 2001 – 2002: لويجي دي كانيو - 2002 – 2003: فرانكو كولومبا - سيرجيو بوزو - فرانشيسكو سكوليو - فرانكو كولومبا - 2003 – 2004: أندريا أغوستينيلي - لويجي سيموني - 2004 – 2005: جيامبييرو فينتورا - إدواردو ريا - 2005 – 2008: إدواردو ريا - 2008 – 2009: إدواردو ريا - روبيرتو دونادوني - 2009 – 2010: روبيرتو دونادوني - والتر ماتزاري - 2010 – 2013: والتر ماتزاري - 2013 – 2015: رافاييل بينيتيز - 2015 – 2018 : ماوريسيو ساري - 2018 – 2019: كارلو أنشيلوتي - 2019 – 2021: جنارو غاتوزو - 2021 – اليوم: لوتشانو سباليتي |

2024 - اليوم 🇮🇹 فالتر ماتزاري

## اللاعبون المميزون
النجم الأول الذي برز في صفوف نادي نابولي هو أتيلا سالوسترو. ولد المهاجم في أسونسيون عاصمة الباراغواي من أبوين إيطاليين ثم نشأ في مدينة نابولي حتى تم ضمه في فريق نابولي الذي شارك في أول بطولة دوري وطنية حتى اعتزاله في سنة 1937. لعب سالوسترو 267 مباراة مسجلا 107 هدف (وهو يعتبر رقم قياسي للنادي في بطولة الدوري). سالوسترو برفقة زميله مارتشيلو ميهاليتش كانا أول لاعبين من نادي نابولي يشاركان مع منتخب إيطاليا وذلك في المباراة الودية في مواجهة منتخب البرتغال في 1 ديسمبر 1929. الأداء عالي المستوى جعل إدارة النادي تمنحه مكافأة عبارة عن سيارة فيات 508 قيمتها وقتذاك تسع آلاف ليرة إيطالية. منح المكافأة كانت بسبب أن والد اللاعب رفض أن يأخذ ابنه أي راتب من النادي. بانغماسه في الحياة الليلية واللهو فقد انخفض أدائه كثيرا حتى قرر نادي نابولي بيعه على نادي ساليرنيتانا. يوجد مقترح بتغيير مسمى ملعب نادي نابولي سان باولو إلى اسمه (ملعب أتيلا سالوسترو) على غرار تسمية ملعب مدينة ميلان باسم لاعبها المشهور جوزيبي مياتسا.
نجم آخر من جيل الثلاثينات وزميل سالوسترو وهو أنطونيو فوياك. جاء فوياك من نادي يوفنتوس في سنة 1929. ولد في مدينة بولا ثم تم تغيير لقب العائلة بالإجبار إلى فولياني بسبب القوانين الفاشية في ذلك الوقت. تسجيل 103 هدف في خلال ست مواسم جعل من فوياك الهداف الأبرز لنادي نابولي. اللاعب الثالث الأبرز في تاريخ نادي نابولي كان إنريكو كولومباري والذي كان تحت قيادة المدرب الإنجليزي ويليام غاربوت. تم شرائه من نادي تورينو مقابل ربع مليون ليرة إيطالية وهو كان المبلغ الأكبر في تاريخ الكرة الإيطالية في ذلك الوقت. خلال سبع مواسم لعب كولومباري 213 مباراة.
أول لاعب بارز في صفوف فريق نابولي بعد نهاية الحرب العالمية الثانية كان أميديو أمادي والذي تم شرائه في سنة 1950 من نادي إنتر ميلان. قضى أمادي ست مواسم حيث سجل 47 هدف في 171 مباراة.
قرر مدرب نابولي أكيلي ماورو شراء المهاجم السويدي هاس يبسون من نادي أتالانتا بيرغامو سنة 1952 مقابل 105 مليون ليرة إيطالية وهو رقم قياسي في ذلك الوقت. قضى أربع مواسم مسجلا 52 هدف في 112 مباراة. بسبب إصابات اللاعبين الكثيرة قرر المدرب إرالدو موزيليو التعاقد مع المهاجم البرازيلي لويس فينيسيو من نادي بوتافوغو البرازيلي سنة 1955 وقد شكل ثنائيا ناجحا مع يبسون على الرغم من تزاملهما كان لموسم واحد فقط. قضى فينيسيو خمس مواسم مسجلا 70 هدف في 152 مباراة. عندما شارفت مسيرته الرياضية من الانتهاء تم بيعه إلى نادي بولونيا ولكنه لما انتقل إلى نادي فيتشينزا توج هدافا لبطولة الدوري.
لاعب آخر مميز في تلك الفترة وهو برونو بيساولا. مواليد بوينس آيرس العاصمة الأرجنتينية رحل إلى إيطاليا حيث التحق بنادي روما ثم نوفارا حيث تزوج هناك من ملكة جمال مدينة نوفارا أورنيلا ثم انتقل إلى نادي نابولي في سنة 1952 مقابل ثلاثين مليون ليرة إيطالية. كان يجيد اللعب في مركز الجناح الأيسر. خلال 240 مباراة استطاع تسجيل 27 هدف وشارك مع منتخب إيطاليا في مباراة دولية ودية واحدة وكانت ضد مسقط رأسه منتخب الأرجنتين. غادر النادي في سنة 1960 ثم عاد مجددا للنادي من خلال مهنة التدريب. في سنة 2009 تلقى المواطنة الفخرية لمدينة نابولي.
من الأمثلة النادرة للاعبين ولدوا وترعرعوا في مدينة نابولي هو أنطونيو يوليانو الذي بدأ اللعب صالح نادي نابولي في سنة 1962 عندما كان يبلغ من العمر تسعة عشر سنة بعدما تم تصعيده من فريق الشباب. وقد ساهم يوليانو في تحقيق نابولي المركز الثاني مرة واحدة (وهو أفضل ترتيب حتى ذلك التاريخ) والمركز الثالث ثلاث مرات في دوري الدرجة الأولى وبطولة كأس إيطاليا. كما شارك في ثمانية عشر مباراة دولية مع منتخب إيطاليا وساهم في تحقيق بطولة كأس الأمم الأوروبية لكرة القدم 1968 والمركز الثاني في بطولة كأس العالم لكرة القدم 1970. في سنة 1978 غادر نادي نابولي بعدما أمضى ستة عشر موسم منها اثنا عشر موس كقائد للفريق حيث لعب 505 مباراة في بطولات الدوري والكأس.
برز في عصر يوليانو أيضا كل من البرازيلي جوزيه ألتافيني والأرجنتيني عمر سيفوري. تم اجبار سيفوري على ترك نادي يوفنتوس بسبب الخلافات مع المدرب الإسباني هيريبيرتو هيريرا على الرغم من مشاركته في 257 مباراة مسجلا 170 هدف. كان سيفوري على وشك الانتقال إلى نادي فاريزي ولكن رئيس نادي نابولي أكيلي ماورو قرر التدخل في اللحظة الأخيرة لتغيير مسار سيفوري حيث لعب بعدها أربع مواسم في نادي نابولي مشاركا في 63 مباراة ومسجلا 12 هدف حتى جاءت المواجهة بين نابولي وفريقه السابق يوفنتوس في ديسمبر 1968 حيث تعمد سيفوري الخشونة في اللعب مما نتج عنه طرده من المباراة ومعاقبته بالإيقاف لست مباريات مما دعاه إلى الاعتزال.
بينما ألتافيني انتقل إلى نابولي قادما من ميلان حيث حقق معه بطولة الدوري مرتين وبطولة قارية. كان مبلغ الانتقال 300 مليون ليرة إيطالية. كون ألتافيني مع سيفوري ويوليانو ثلاثيا خطيرا. أمضى ألتافيني سبع مواسم حيث لعب 179 مباراة وسجل 97 هدف. بعدها انتقل إلى يوفنتوس حيث ساهم بتحقيقه بطولتي دوري. قرر رئيس نادي نابولي آنذاك جيواكينو لاورو التعاقد مع حارس المرمى الأسطوري دينو زوف في سنة 1967. لعب زوف 143 مباراة خلال خمس مواسم.
جيوزيبي سافولدي كان أول صفقة شراء تمت في عهد رئيس النادي كورادو فيرلاينو حيث تم دفع ملياري ليرة إيطالية لنادي بولونيا. لعب سافولدي 118 مباراة مسجلا 55 هدف في أربع مواسم ثم عاد بعدها إلى نادي بولونيا في سنة 1979. في السنة التالية وصل إلى مدينة نابولي أحد أفضل لاعبي العالم في ذلك الوقت وهو الهولندي رود كرول. كرول حقق مع فريقه السابق أياكس أمستردام ست بطولات دوري وثلاث بطولات دوري أبطال أوروبا قبل أن ينتقل للدوري الهندي لعدة أشهر ليغير رأيه في سن الحادية والثلاثين ويقرر الموافقة على الانتقال إلى نادي نابولي. أمضى كرول أربع مواسم.
شهدت سنة 1984 رحيل كرول ومجيء لاعب الوسط الأرجنتيني دييغو أرماندو مارادونا من نادي برشلونة الإسباني الذي يعتبر أفضل لاعب في تاريخ الأرجنتين وأمهر المواهب الكروية. كان مبلغ الصفقة 15 مليار ليرة إيطالية. بتسلمه شارة القيادة استطاع قيادة فريق نابولي لتحقيق بطولة دوري الدرجة الأولى مرتين، بطولة كأس إيطاليا مرة واحدة، بطولة كأس السوبر الإيطالي مرة واحدة، وبطولة كأس الاتحاد الأوروبي مرة واحدة. لعب مارادونا 259 مباراة مسجلا 115 هدف (81 هدف في الدرجة الأولى، 29 هدف في كأس إيطاليا، و5 في البطولات القارية). رحل مارادونا في سنة 1991 بسبب حياة اللهو التي انتهجها لنفسه بعدما أصبح معبود مشجعي نادي نابولي كما كان اللاعب الوحيد من نادي نابولي الذي يتوج بلقب هداف دوري الدرجة الأولى وكان في موسم 1987-1988 برصيد 15 هدف. في سنة 2000 قرر النادي تكريمه باعتزال القميص رقم عشرة.
لاعب آخر برز في صفوف نادي نابولي في زمن مارادونا وهو المدافع الإيطالي شيرو فيرارا الذي لعب 323 مباراة خلال عشر مواسم وبعدها انتقل إلى يوفنتوس في سنة 1994. في فترة الثمانينات استطاع مارادونا بالإضافة إلى برونو جيوردانو وكاريكا تكوين ثلاثي ناجح تم تسميته بـ(ماجيكا) وهو أول حرفين من اسم كل لاعب. جيوردانو انتقل إلى نادي نابولي آتيا من نادي لاتسيو في سنة 1985 وبقي ثلاث مواسم وبعدها انتقل إلى نادي أسكولي بينما انتقل كاريكا إلى نادي نابولي في سنة 1987 من نادي ساو باولو البرازيلي مقابل مليوني دولار. أمضى كاريكا ست مواسم محرزا 96 هدف بعدها انتقل إلى اليابان.

## نابولي ومنتخب إيطاليا
بحلول 11 أكتوبر 2011 تم استدعاء واحد وأربعين لاعب من نادي نابولي للانضمام إلى صفوف منتخب إيطاليا. ثلاثين لاعب منهم شارك في على الأقل في مباراة دولية واحدة. أكثر اللاعبين تمثيلا لمنتخب إيطاليا هو فرناندو دي نابولي برصيد تسعة وأربعين مباراة دولية بينما كان أقلهم هو أميديو أمادي برصيد أربع مباريات دولية.
أول لاعب من نادي نابولي يشارك مع منتخب إيطاليا كانا مارتشيلو ميهاليتش وأتيلا سالوسترو وكانت المباراة في 1 ديسمبر 1929 في مواجهة منتخب البرتغال وديا. انتهت المباراة بفوز إيطاليا 6-1 حيث سجل ثلاثة أهداف منهم بأقدام ميهاليتش وسالوسترو. على الرغم من ذلك لم يتم استدعاء الثنائي للمشاركة في بطولة كأس العالم لكرة القدم 1934 في إيطاليا وتم استدعاء زميلهما حارس المرمى جيوزيبي كافانا الذي حل احتياطي للأساسي جيانبييرو كومبي المتوج بلقب البطولة. لم يمثل نابولي أي لاعب في بطولة كأس العالم لكرة القدم 1938 في فرنسا.
عادت العلاقة الجيدة بين نابولي ومنتخب إيطاليا في النصف الثاني من عقد الستينات باستدعاء أنطونيو يوليانو ودينو زوف حيث ساهما في تحقيق بطولة كأس الأمم الأوروبية لكرة القدم 1968 والمركز الثاني في بطولة كأس العالم لكرة القدم 1970 في المكسيك. كما شارك يوليانو في بطولتي كأس العالم 1966 في إنجلترا و1974 في ألمانيا الغربية. بينما شارك ماورو بيلوغي في بطولة كأس الأمم الأوروبية 1980.
أكثر عدد من لاعبي نابولي مثلوا منتخب إيطاليا كانوا في عصر مارادونا. مثل منتخب إيطاليا في كأس العالم 1986 ثم كأس الأمم الأوروبية 1988 ثم كأس العالم 1990 كل من: سالفاتوري بانيي، فرناندو دي نابولي، تشيرو فيرارا، جوفاني فرانشيني، فرانشيسكو رومانو، وأندريا كارنيفالي بينما شارك لوكا فوزي وماسيمو كريبا في مباراة ودية. بعد نهاية عصر مارادونا لم يتم استدعاء أي لاعب إلى صفوف منتخب إيطاليا في البطولات الكبرى بل كان يتم استدعائهم للمشاركة في التصفيات أو المباريات الودية وهم تشيرو فيرارا، جيانفرانكو زولا، فرناندو دي نابولي، وأنجيلو كاربوني الذي شارك في أكتوبر 1992 من دون اللعب.
استمرت فترة انقطاع نادي نابولي عن تزويد منتخب إيطاليا بلاعبين مميزين خمسة عشر سنة. استطاع باولو كانافارو كسر هذه القطيعة في 13 أكتوبر 2007 بالمشاركة وديا أمام منتخب جنوب أفريقيا ولكن من دون اللعب. الظهير الأيمن كريستيان ماجيو شارك باللعب أمام منتخب اليونان وديا في 19 نوفمبر 2008 وبالتالي انهى قطيعة استمرت ستة عشر عاما. كان فرناندو دي نابولي آخر لاعب من نادي نابولي شارك مع منتخب إيطاليا وذلك في 25 مارس 1992 في مواجهة ألمانيا وديا. في 5 سبتمبر 2009 شارك المهاجم فابيو كوالياريلا مع منتخب إيطاليا أمام منتخب جورجيا ضمن تصفيات كأس العالم 2010.
تم اختيار كوالياريلا، ماجيو، والحارس مورغان دي سانكتس ضمن تشكيلة منتخب إيطاليا المشارك في بطولة كأس العالم 2010 في جنوب أفريقيا وهي المرة الأولى منذ عشرين سنة التي يشارك فيها لاعبو نابولي في بطولة كبيرة. استطاع كوالياريلا أن يطون أول لاعب من نادي نابولي يسجل في بطولة كأس العالم وذلك في مرمى منتخب سلوفاكيا والتي خسرتها إيطاليا 2-3 وأدت إلى خروجها من الدور الأول.

### قائمة مشاركات لاعبو نابولي في البطولات الكبيرة
| البطولة                             | اللاعبون                                                           |
| كأس أوروبا الوسطى الدولية 1931-1932 | إنريكو كولومباري، أتيلا سالوسترو، أنطونيو فوياك                    |
| كأس العالم 1934                     | جيوزيبي كافانا                                                     |
| كأس أوروبا الوسطى الدولية 1948-1953 | أوتافيو بوجاتي، أماديو أمادي                                       |
| كأس العالم 1950                     | جيوزيبي كازاري                                                     |
| كأس أوروبا الوسطى الدولية 1954-1960 | أوتافيو بوجاتي                                                     |
| كأس العالم 1966                     | أنتونيو يوليانو                                                    |
| يورو 1968                           | أنتونيو يوليانو، دينو زوف                                          |
| كأس العالم 1970                     | أنتونيو يوليانو، دينو زوف                                          |
| كأس العالم 1974                     | أنتونيو يوليانو                                                    |
| يورو 1980                           | ماورو بلوجي                                                        |
| كأس العالم 1986                     | سالفاتوري باني                                                     |
| يورو 1988                           | تشيرو فيرارا، جوفاني فرانشيني، فرناندو دي نابولي، فرانشيسكو رومانو |
| أولمبياد 1988                       | جيوليانو جيولياني، تشيرو فيرارا، ماسيمو كريبا، أندريا كرنيفالي     |
| كأس العالم 1990                     | تشيرو فيرارا، فرناندو دي نابولي، أندريا كرنيفالي                   |
| أولمبياد 1992                       | ماركو فيرانتي                                                      |
| أولمبياد 1996                       | فابيو بيكيا                                                        |
| أولمبياد 2008                       | أندريا روسوتو                                                      |
| كأس العالم 2010                     | مورغان دي سانكتس، كريستيان ماجيو، فابيو كوالياريلا                 |
| يورو 2012                           | مورغان دي سانكتس، كريستيان ماجيو                                   |
| كأس العالم 2014                     | غونزالو هيغواين                                                    |

### الفائزون بالبطولات الكبيرة
القائمة التالية عبارة عن اللاعبين الذين فازوا ببطولة كأس العالم أو بطولة كأس الأمم الأوروبية أثناء مشاركتهم مع نادي نابولي
| مونديال 1934 - إيطاليا - جيوزيبي كافانا (0 مباراة) مونديال 1986 - الأرجنتين - دييغو مارادونا (7 مباريات – 5 أهداف) |  | يورو 1968 - إيطاليا - أنتونيو يوليانو (2 مباراة) - دينو زوف (3 مباريات) |  | ملف:Coppa America calcio.svg كوبا أمريكا 1989 - البرازيل - أليماو (5 مباريات) ملف:Coppa America calcio.svg كوبا أمريكا 2011 - الأوروغواي - إدينسون كافاني (3 مباريات) - والتر غارغانو (2 مباراة) |

## بطولات الفريق
- المستوى المحلي
  - الدرجة الأولى
    - البطل (4) : 1986-1987، 1989-1990، 2022-23، 2024-2025

الوصيف (8) : 1967-1968، 1974-1975، 1987-1988، 1988-1989، 2012-2013، 2015-2016، 2017-2018، 2018-2019
- - الدرجة الثانية
    - البطل (1) : 1949-1950
    - الوصيف (4) : 1961-1962، 1964-1965، 1999-2000، 2006-2007

  - الدرجة الثالثة
    - بطل الجنوب (1) : 2005-2006

  - كأس إيطاليا
    - البطل (6) : 1961-1962، 1975-1976، 1986-87، 2011-12، 2013-14، 2019-20
    - الوصيف (4) : 1971-1972، 1977-1978، 1988-1989، 1996-1997

  - كأس السوبر الإيطالي
    - البطل (2) : 1990-1991 2013-2014
- المستوى القاري
  - كأس الاتحاد الأوروبي
    - البطل (1) : 1988-1989

  - كأس أبطال الكؤوس الأوروبي
    - الدور النصف النهائي (1) : 1976-1977
    - الدور الربع النهائي (1) : 1962-1963

## الإحصائيات والسجلات

### المشاركة في البطولات

#### البطولات المحلية
| المستوى   | التصنيف        | عدد المواسم | المشاركة الأولى | الموسم الأخير |
| --------- | -------------- | ----------- | --------------- | ------------- |
| ''''1'''' | الدرجة الوطنية | 4           | 1927-1926       | 1946-1945     |
| ''''1'''' | الدرجة الأولى  | 66          | 1930-1929       | 2012-2011     |
| ''''2'''' | الدرجة الثانية | 12          | 1943-1942       | 2007-2006     |
| ''''3'''' | الدرجة الثالثة | 2           | 2005-2004       | 2006-2005     |

#### الدرجة الأولى
شارك نابولي في سبعين موسما في الدرجة الأولى منها ستة وستون موسم في الدرجة الأولى وأربعة مواسم في الدرجة الوطنية (المسمى القديم). استطاع خلالها احتلال المراكز الثلاث الأولى ثلاث عشرة مرة حسب الاتي:
- المركز الأول مرتين: 1986-1990.
- المركز الثاني أربع مرات: 1967-1968، 1974-1975، 1987-1988، و1988-1989.
- المركز الثالث سبع مرات: 1933-1934، 1965-1966، 1970-1971، 1973-1974، 1980-1981، 1985-1986، و2010-2011.

#### الدرجة الثانية
شارك نابولي في اثنا عشر موسم في الدرجة الثانية. استطاع خلالها احتلال المراكز الثلاث الأولى خمس مرات حسب التالي:
- المركز الأول مرة واحدة: 1949-1950.
- المركز الثاني أربع مرات: 1961-1962، 1964-1965، 1999-2000، و2006-2007.

#### الدرجة الثالثة
شارك نابولي في موسمين في الدرجة الثالثة. استطاع خلالها احتلال المركز الأول مرة واحدة حسب التالي:
- المركز الأول مرة واحدة: 2005-2006

#### كأس إيطاليا
شارك نابولي في اثنين وستين موسما في كأس إيطاليا. استطاع خلالها التأهل إلى المباراة النهائية ثماني مرات حسب التالي:
- المركز الأول أربع مرات: 1961-1962، 1975-1976، 1986-1987، 2011-2012.
- المركز الثاني أربع مرات: 1971-1972، 1977-1978، 1988-1989، و1996-1997.

### البطولات الدولية
| البطولة                                                    | عدد المشاركات | المشاركة الأولى | المشاركة الأخيرة |
| دوري أبطال أوروبا سابقا كأس الأندية الأوروبية أبطال الدوري | '8'           | 1987–1988       | 2022–2023        |
| دوري أوروبا سابقا كأس الاتحاد الأوروبي                     | '20'          | 1971–1972       | 2021–2022        |
| كأس الاتحاد الأوروبي للأندية أبطال الكؤوس                  | '2'           | 1962–1963       | 1976–1977        |
| كأس المعارض الأوروبية                                      | '4'           | 1967-1966       | 1970-1969        |
| كأس ميتروبا سابقا كأس أوروبا الوسطى                        | '2'           | 1934            | 1966             |
| كأس ديلي ألبي                                              | '3'           | 1960            | 1969             |
| كأس دورة إيطاليا                                           | '1'           | 1961            | 1961             |
| كأس الأنجلوإيطالية                                         | '1'           | 1970            | 1970             |
| كأس الدوري الإيطالي الإنجليزي                              | '1'           | 1976            | 1976             |
| كأس إنترتوتو                                               | '1'           | 2008            | 2008             |

شارك نادي نابولي قاريا في بطولة كأس أوروبا الوسطى سنة 1934 وقد كانت أهم بطولة أوروبية في ذلك الوقت بينما المشاركة الأولى في بطولات الاتحاد الأوروبي لكرة القدم فقد كانت في سنة 1962 عندما شارك في بطولة كأس الاتحاد الأوروبي للأندية أبطال الكؤوس.
بشكل عام شارك نابولي في عشرين بطولة أوروبية حيث لعب تسعة وتسعون مباراة (أربعة عشرة مباراة في دوري أبطال أوروبا، ستة وستون مباراة في دوري أوروبا، سبعة عشرة مباراة في كأس الاتحاد الأوروبي للأندية أبطال الكؤوس، ومباراتين في كأس إنترتوتو. وقد حقق نابولي بطولة كأس الاتحاد الأوروبي سنة 1989.
كما شارك في بطولات أوروبية أخرى غير خاضعة لاشراف الاتحاد الأوروبي لكرة القدم مثل كأس ديلي ألبي، كأس دورة إيطاليا، كأس الأنجلوإيطالية، وكأس الدوري الإيطالي الإنجليزي واستطاع تحقيق كأس ديلي ألبي 1966 وكأس الدوري الإيطالي الإنجليزي 1976.

### الإحصائيات
لعب نابولي في مباراته الأولى في بطولة دوري الدرجة الوطنية في 3 أكتوبر 1926. مع نهاية موسم 2011-2012 كان نابولي لعب في أربعة وثمانين موسم منها سبعين موسم في الدرجة الأولى، اثنا عشر موسم في الدرجة الثانية، وموسمان في الدرجة الثالثة. حقق نابولي بطولة الدرجة الأولى مرتين بينما حل ثانيا أربع مرات بينما حل ثالث سبع مرات. ونتيجة لذلك فقد اعتلى نابولي منصة التتويج في 15.6% من مشاراكاته.
أكبر فوز في الدوري كان على فريق برو باتريا 8-1 وكان في موسم 1955-1956. بينما كانت أكبر خسارة في موسم 1927-1928 من نادي تورينو 0-11.
نابولي النادي الوحيد الذي حقق بطولة كأس إيطاليا وهو لا ينتمي للدرجة الأولى.

#### إحصائية المواجهة مع جميع الفرق في الدرجة الأولى
الإحصائية حتى نهاية موسم 2011-2012.

ملاحظة: باللون الغامق الأندية التي ستشارك في الدرجة الأولى موسم 2012-2013.
| الفريق          | المباريات | الانتصارات على الأرض | التعادل على الأرض | الخسارة على الأرض | الفوز خارج الأرض | التعادل خارج الأرض | الخسارة خارج الأرض | مجموع الفوز | مجموع التعادل | مجموع الخسارة | له  | عليه |
| --------------- | --------- | -------------------- | ----------------- | ----------------- | ---------------- | ------------------ | ------------------ | ----------- | ------------- | ------------- | --- | ---- |
| ألساندريا       | 26        | 8                    | 3                 | 2                 | 1                | 3                  | 9                  | 9           | 6             | 11            | 40  | 43   |
| أنكونا          | 2         | 0                    | 1                 | 0                 | 0                | 1                  | 0                  | 0           | 2             | 0             | 1   | 1    |
| أسكولي          | 28        | 10                   | 4                 | 0                 | 3                | 8                  | 3                  | 13          | 12            | 3             | 40  | 20   |
| أتالانتا        | 82        | 29                   | 8                 | 4                 | 7                | 17                 | 17                 | 36          | 25            | 21            | 115 | 86   |
| أفيلينو         | 20        | 6                    | 3                 | 1                 | 4                | 4                  | 2                  | 10          | 7             | 3             | 22  | 9    |
| باري            | 48        | 18                   | 4                 | 2                 | 8                | 9                  | 7                  | 26          | 13            | 9             | 72  | 37   |
| بولونيا         | 108       | 23                   | 23                | 8                 | 13               | 12                 | 29                 | 36          | 35            | 37            | 139 | 150  |
| بريشيا          | 36        | 7                    | 10                | 1                 | 7                | 4                  | 7                  | 14          | 14            | 8             | 34  | 29   |
| كالياري         | 54        | 15                   | 8                 | 4                 | 4                | 14                 | 9                  | 19          | 22            | 13            | 58  | 44   |
| كازالي          | 8         | 4                    | 0                 | 0                 | 2                | 0                  | 2                  | 6           | 0             | 2             | 18  | 5    |
| كاتانيا         | 22        | 9                    | 1                 | 1                 | 0                | 5                  | 6                  | 9           | 6             | 7             | 23  | 18   |
| كاتانزارو       | 14        | 3                    | 4                 | 0                 | 2                | 4                  | 1                  | 5           | 8             | 1             | 10  | 6    |
| تشيزينا         | 24        | 10                   | 2                 | 0                 | 7                | 5                  | 0                  | 17          | 7             | 0             | 36  | 7    |
| كييفو فيرونا    | 8         | 3                    | 0                 | 1                 | 1                | 0                  | 3                  | 4           | 0             | 4             | 11  | 9    |
| كومو            | 22        | 11                   | 0                 | 0                 | 6                | 4                  | 1                  | 17          | 4             | 1             | 50  | 13   |
| كريمونيزي       | 14        | 6                    | 1                 | 0                 | 0                | 5                  | 2                  | 6           | 6             | 2             | 16  | 8    |
| إمبولي          | 8         | 3                    | 0                 | 1                 | 0                | 3                  | 1                  | 3           | 3             | 2             | 9   | 10   |
| فيورنتينا       | 124       | 27                   | 20                | 15                | 13               | 14                 | 35                 | 40          | 34            | 50            | 125 | 159  |
| فوجيا           | 20        | 6                    | 4                 | 0                 | 4                | 4                  | 2                  | 10          | 8             | 2             | 35  | 19   |
| جنوى            | 80        | 19                   | 14                | 7                 | 7                | 15                 | 18                 | 26          | 29            | 25            | 107 | 103  |
| إنتر ميلان      | 132       | 32                   | 17                | 17                | 8                | 14                 | 44                 | 40          | 31            | 61            | 141 | 193  |
| يوفنتوس         | 132       | 21                   | 25                | 20                | 7                | 19                 | 40                 | 28          | 44            | 60            | 150 | 197  |
| لاتسيو          | 112       | 26                   | 21                | 9                 | 12               | 18                 | 26                 | 38          | 39            | 35            | 137 | 136  |
| ليتشي           | 20        | 7                    | 2                 | 1                 | 2                | 5                  | 3                  | 9           | 7             | 4             | 31  | 20   |
| ليتشو           | 4         | 2                    | 0                 | 0                 | 1                | 0                  | 1                  | 3           | 0             | 1             | 10  | 3    |
| لينيانو         | 6         | 2                    | 0                 | 1                 | 1                | 0                  | 2                  | 3           | 0             | 3             | 9   | 9    |
| ليفورنو         | 24        | 7                    | 4                 | 1                 | 5                | 2                  | 5                  | 12          | 6             | 6             | 34  | 22   |
| لوكيزي          | 12        | 6                    | 0                 | 0                 | 0                | 3                  | 3                  | 6           | 3             | 3             | 24  | 14   |
| مانتوفا         | 8         | 2                    | 2                 | 0                 | 2                | 1                  | 1                  | 4           | 3             | 1             | 6   | 2    |
| إيه سي ميلان    | 128       | 22                   | 20                | 22                | 11               | 22                 | 31                 | 33          | 42            | 53            | 134 | 185  |
| مودينا          | 18        | 7                    | 0                 | 2                 | 1                | 2                  | 6                  | 8           | 2             | 8             | 28  | 26   |
| نوفارا          | 22        | 7                    | 0                 | 4                 | 2                | 4                  | 5                  | 9           | 4             | 9             | 28  | 24   |
| بادوفا          | 26        | 8                    | 3                 | 2                 | 2                | 4                  | 7                  | 10          | 7             | 9             | 31  | 34   |
| باليرمو         | 38        | 14                   | 4                 | 1                 | 4                | 8                  | 7                  | 18          | 12            | 8             | 59  | 26   |
| بارما           | 26        | 6                    | 4                 | 3                 | 4                | 2                  | 7                  | 10          | 6             | 10            | 35  | 40   |
| بيروجيا         | 16        | 3                    | 4                 | 1                 | 0                | 4                  | 4                  | 3           | 8             | 5             | 20  | 21   |
| بيسكارا         | 10        | 4                    | 1                 | 0                 | 2                | 1                  | 2                  | 6           | 2             | 2             | 23  | 8    |
| بياتشينزا       | 8         | 0                    | 3                 | 1                 | 1                | 1                  | 2                  | 1           | 4             | 3             | 4   | 6    |
| بيزا            | 14        | 4                    | 2                 | 1                 | 2                | 3                  | 2                  | 6           | 5             | 3             | 14  | 11   |
| بيستويزي        | 2         | 1                    | 0                 | 0                 | 1                | 0                  | 0                  | 2           | 0             | 0             | 2   | 0    |
| برو باتريا      | 20        | 8                    | 2                 | 0                 | 2                | 4                  | 4                  | 10          | 6             | 4             | 37  | 22   |
| برو فيرتشيلي    | 12        | 5                    | 1                 | 0                 | 0                | 3                  | 3                  | 5           | 4             | 3             | 15  | 16   |
| ريجيانا         | 6         | 3                    | 0                 | 0                 | 1                | 1                  | 1                  | 4           | 1             | 1             | 10  | 3    |
| ريجينا          | 6         | 2                    | 1                 | 0                 | 0                | 2                  | 1                  | 2           | 3             | 1             | 13  | 8    |
| روما            | 130       | 28                   | 20                | 17                | 9                | 28                 | 28                 | 37          | 48            | 45            | 144 | 170  |
| ساليرنيتانا     | 2         | 0                    | 1                 | 0                 | 0                | 1                  | 0                  | 0           | 2             | 0             | 3   | 3    |
| سامبدوريا       | 90        | 19                   | 17                | 9                 | 9                | 16                 | 20                 | 28          | 33            | 29            | 97  | 108  |
| سامبييردارينيزي | 14        | 3                    | 3                 | 1                 | 2                | 2                  | 3                  | 5           | 5             | 4             | 20  | 19   |
| سيينا           | 8         | 3                    | 1                 | 0                 | 0                | 3                  | 1                  | 3           | 4             | 1             | 9   | 6    |
| سبال            | 28        | 9                    | 2                 | 3                 | 5                | 3                  | 6                  | 14          | 5             | 9             | 43  | 39   |
| تيرنانا         | 4         | 2                    | 0                 | 0                 | 0                | 2                  | 0                  | 2           | 2             | 0             | 8   | 1    |
| تورينو          | 116       | 23                   | 27                | 8                 | 12               | 23                 | 23                 | 35          | 50            | 31            | 130 | 121  |
| ترييستينا       | 46        | 18                   | 4                 | 1                 | 5                | 9                  | 9                  | 23          | 13            | 10            | 68  | 50   |
| أودينيزي        | 60        | 16                   | 10                | 4                 | 4                | 15                 | 11                 | 20          | 25            | 15            | 83  | 82   |
| فاريزي          | 12        | 4                    | 2                 | 0                 | 4                | 1                  | 1                  | 8           | 3             | 1             | 23  | 6    |
| فينيزيا         | 12        | 3                    | 3                 | 0                 | 1                | 3                  | 2                  | 4           | 6             | 2             | 14  | 11   |
| هيلاس فيرونا    | 44        | 15                   | 5                 | 2                 | 6                | 7                  | 9                  | 21          | 12            | 11            | 63  | 35   |
| فيتشينزا        | 50        | 15                   | 8                 | 2                 | 4                | 9                  | 12                 | 19          | 17            | 14            | 57  | 61   |
| المجموع         | 2150      | 574                  | 328               | 180               | 221              | 375                | 471                | 795         | 704           | 651           |     |      |

الإحصائية لا دوري التصنيف موسم 1945-1946.

#### الأندية التي تفوق عليها نابولي
| الفريق          | المباريات | الفوز | التعادل | الخسارة |
| --------------- | --------- | ----- | ------- | ------- |
| أسكولي          | 28        | 13    | 12      | 3       |
| أتالانتا        | 82        | 36    | 25      | 21      |
| أفيلينو         | 20        | 10    | 7       | 3       |
| باري            | 48        | 26    | 13      | 9       |
| بريشيا          | 36        | 14    | 14      | 8       |
| كالياري         | 54        | 19    | 22      | 13      |
| كازالي          | 8         | 6     | 0       | 2       |
| كاتانيا         | 22        | 9     | 6       | 7       |
| كاتانزارو       | 14        | 5     | 8       | 1       |
| تشيزينا         | 24        | 17    | 7       | 0       |
| كومو            | 22        | 17    | 4       | 1       |
| كريمونيزي       | 14        | 6     | 6       | 2       |
| إمبولي          | 8         | 3     | 3       | 2       |
| فوجيا           | 20        | 10    | 8       | 2       |
| جنوى            | 80        | 26    | 29      | 25      |
| لاتسيو          | 112       | 38    | 39      | 35      |
| ليتشي           | 20        | 9     | 7       | 4       |
| ليتشو           | 4         | 3     | 0       | 1       |
| ليفورنو         | 24        | 12    | 6       | 6       |
| لوكيزي          | 12        | 6     | 3       | 3       |
| مانتوفا         | 8         | 4     | 3       | 1       |
| بادوفا          | 26        | 10    | 7       | 9       |
| باليرمو         | 38        | 18    | 12      | 8       |
| بيسكارا         | 10        | 6     | 2       | 2       |
| بيزا            | 14        | 6     | 5       | 3       |
| بيستويزي        | 2         | 2     | 0       | 0       |
| برو باتريا      | 20        | 10    | 6       | 4       |
| برو فيرتشيلي    | 12        | 5     | 4       | 3       |
| ريجيانا         | 6         | 4     | 1       | 1       |
| ريجينا          | 6         | 2     | 3       | 1       |
| سامبييردارينيزي | 14        | 5     | 5       | 4       |
| سيينا           | 8         | 3     | 4       | 1       |
| سبال            | 28        | 14    | 5       | 9       |
| تيرنانا         | 4         | 2     | 2       | 0       |
| تورينو          | 116       | 35    | 50      | 31      |
| ترييستينا       | 46        | 23    | 13      | 10      |
| أودينيزي        | 60        | 20    | 25      | 15      |
| فاريزي          | 12        | 8     | 3       | 1       |
| فينيزيا         | 12        | 4     | 6       | 2       |
| هيلاس فيرونا    | 44        | 21    | 12      | 11      |
| فيتشينزا        | 50        | 19    | 17      | 14      |

#### الأندية المتعادل معها نابولي
| الفريق       | المباريات | الفوز | التعادل | الخسارة |
| ------------ | --------- | ----- | ------- | ------- |
| أنكونا       | 2         | 0     | 2       | 0       |
| كييفو فيرونا | 8         | 4     | 0       | 4       |
| لينيانو      | 6         | 3     | 0       | 3       |
| مودينا       | 18        | 8     | 2       | 8       |
| نوفارا       | 22        | 9     | 4       | 9       |
| بارما        | 26        | 10    | 6       | 10      |
| ساليرنيتانا  | 2         | 0     | 2       | 0       |

#### الأندية المتفوقة على نابولي
| الفريق       | المباريات | الفوز | التعادل | الخسارة |
| ------------ | --------- | ----- | ------- | ------- |
| ألساندريا    | 26        | 9     | 6       | 11      |
| بولونيا      | 108       | 36    | 35      | 37      |
| فيورنتينا    | 124       | 40    | 34      | 50      |
| إنتر ميلان   | 132       | 40    | 31      | 61      |
| يوفنتوس      | 132       | 28    | 44      | 60      |
| إيه سي ميلان | 128       | 33    | 42      | 53      |
| بيروجيا      | 16        | 3     | 8       | 5       |
| بياتشينزا    | 8         | 1     | 4       | 3       |
| روما         | 130       | 37    | 48      | 45      |
| سامبدوريا    | 90        | 28    | 33      | 29      |